# Débuts de l'agriculture au Proche-Orient
Pour un article plus général, voir Néolithique du Proche-Orient.

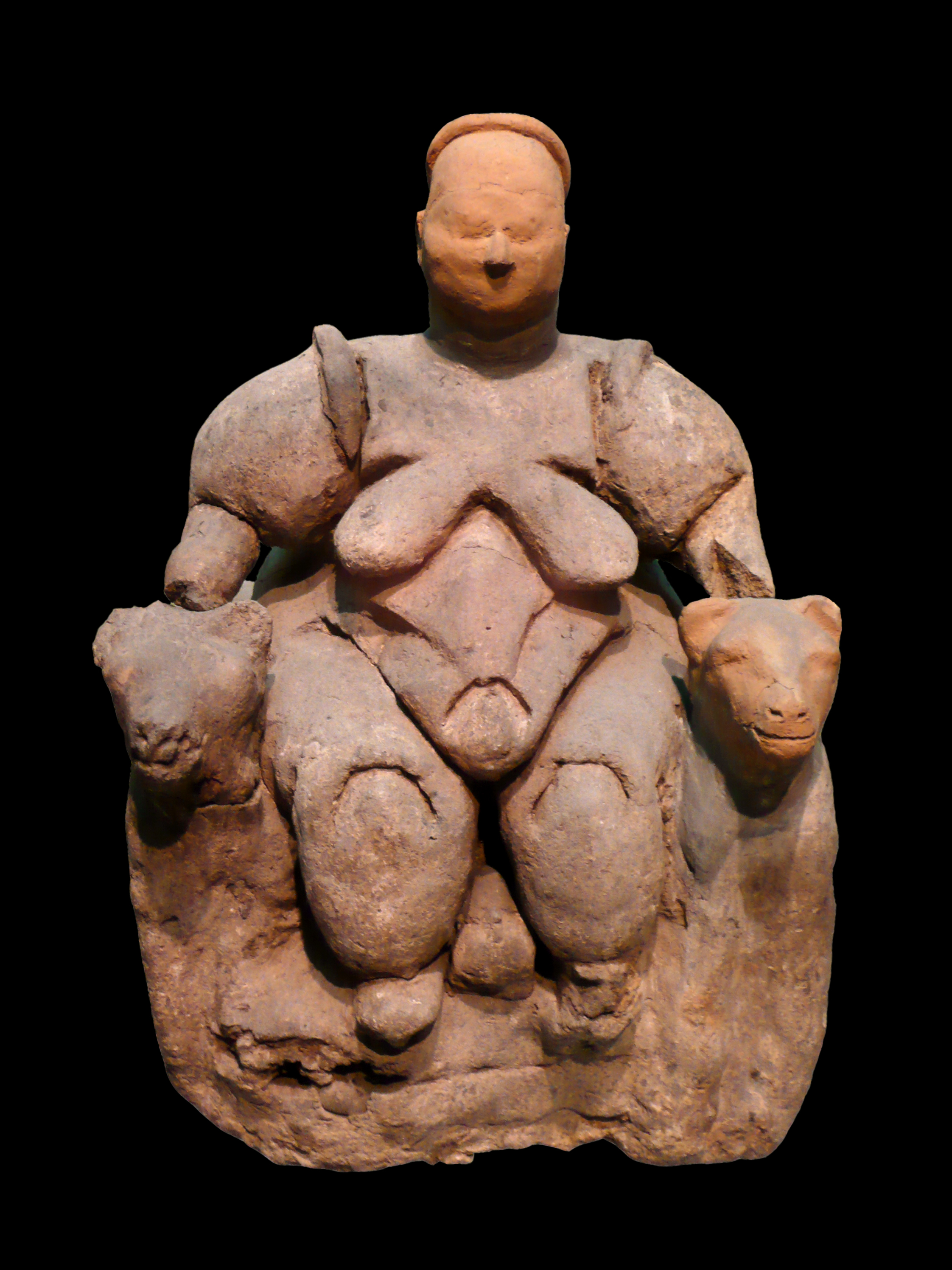
Femme aux félins de Çatal Höyük, selon certaines interprétations une image de la domination de l'homme sur la nature qui se développe au Néolithique. -6000--5500 - Musée des civilisations anatoliennes, Ankara, Turquie.

Les débuts de l'agriculture au Proche-Orient se font au début du Néolithique, entre 10000 av. J.-C. et 8000 av. J.-C., quand se produit un ensemble de domestications par des communautés humaines, qui concernent avant tout un groupe de quelques plantes (céréales et légumineuses) et animaux (moutons, chèvres, bœufs, porcs). Cela aboutit progressivement dans ces régions à la mise en place de l'agriculture et de l'élevage puis à leur expansion dans d'autres parties du monde. Le Néolithique est couramment défini comme la transition d'une économie « prédatrice » de chasseurs-cueilleurs (ou « collecteurs ») à une économie « productrice » d'agriculteurs-éleveurs, ce qui place donc la question de la domestication des plantes et des animaux au centre des bouleversements apportés par cette période.
L'agriculture et l'élevage apparaissent dans des zones présentant une diversité biologique riche, où les plantes et animaux domestiqués se trouvent à l'état sauvage. Ces régions comprennent du reste un grand nombre de ressources alimentaires à l'état naturel. Les principaux faits mis en évidence sont que les plantes et animaux domestiqués étaient, avant leur domestication, exploités sous la forme d'une collecte de type cueillette et chasse, les méthodes et techniques nécessaires aux domestications étant déjà connues à la fin du Paléolithique. Puis se mettent en place sur la période 9500 av. J.-C. et 8500 av. J.-C.. des formes d'agriculture « pré-domestiques », désignées ainsi parce que les plantes ont encore un caractère sauvage, mais que leur reproduction est contrôlée par les humains. Un contrôle des animaux sauvages commence également sur la même période. Ces pratiques débouchent progressivement sur l'apparition des espèces végétales et animales domestiques, qui sont distinctes des formes sauvages dont elles dérivent. D'un point de vue biologique, on passe alors, pour ces espèces domestiquées, d'une sélection naturelle à une sélection artificielle par les humains. Cela indique la conclusion du processus de domestication sur la période entre 8500 av. J.-C. et 8000 av. J.-C. À partir de ce moment, les communautés villageoises se reposent de plus en plus sur le système « agro-pastoral », combinant l'agriculture et l'élevage et, de moins en moins, sur les pratiques de chasse, de pêche et de cueillette.
À partir de ces éléments, plusieurs explications ont été proposées afin de savoir pourquoi ces évolutions se sont produites, aucune n'étant parvenue à faire consensus. La sédentarité (ou semi-sédentarité) mise en place dès l'Épipaléolithique final (v. 12500 av. J.-C. - 10000 av. J.-C.) précède le phénomène et ne peut donc plus être vue comme sa conséquence, mais peut en être une des causes. Les questionnements ont souvent porté sur les évolutions démographiques, puisqu'il est possible qu'une augmentation de la population ait incité les communautés humaines à mieux contrôler leurs ressources alimentaires et donc à domestiquer. Des changements climatiques se produisent durant la phase de transition qui voit la fin de la dernière période glaciaire et le début de l'Holocène, qui coïncide avec le processus de domestication et est donc un des facteurs à prendre en compte. D'autres recherches ont insisté sur les aspects « symboliques » du phénomène, qui modifie le rapport des hommes à la nature.
Le développement de l'agriculture est un processus fondamental dans l'histoire humaine, qui est au cœur si ce n'est à l'origine des changements liés à la néolithisation. Il a entraîné un fort accroissement démographique, a accompagné de nombreux changements matériels (notamment l'apparition de la céramique) et mentaux. Bien que le Proche-Orient n'ait pas été le seul foyer de domestication dans le monde, c'est probablement le plus ancien et le plus influent. L'expansion de l'agriculture et, avec elle, celle du mode de vie villageois néolithique, a été rapide après 8000 av. J.-C., gagnant la totalité du Moyen-Orient, puis l'Asie centrale, le sous-continent indien, l'Afrique du Nord et de l'Est et l'Europe. Les espèces domestiquées à cette période ont constitué le socle des économies de ces régions jusqu'à l'époque moderne et ont gagné plus de territoires encore.

## Définitions
Si on prend la définition proposée par G. Willcox, la culture des plantes consiste à « assister la reproduction et par suite la multiplication des plantes » et leur domestication est définie comme « la sélection de traits des cultivars, par exemple la perte du mécanisme de dispersion. » Une plante domestique est donc différente de la plante sauvage dont elle dérive (sa « progénitrice »), ce qui se voit notamment par leur morphologie qui n'est pas identique. Il ne suffit donc pas qu'une plante soit cultivée pour qu'elle soit domestiquée. La culture des plantes et l'acquisition des caractères domestiques ne sont pas apparues au même moment, car la seconde est la conséquence de la première, ce qui implique de distinguer schématiquement deux stades : 
1. une première phase de culture « pré-domestique » des plantes dans laquelle les espèces ont encore une morphologie sauvage car le processus de sélection n'a pas encore abouti et entraîné de modifications morphologiques (donc une culture sans et avant la domestication) ;
2. la culture « domestique » des plantes qui dérive de la précédente, quand le processus de sélection et de domestication est achevé et que la morphologie des plantes n'est plus sauvage mais domestique (donc une culture avec et après la domestication)[3],[4].

La domestication des animaux peut être définie selon D. Helmer comme « le contrôle d'une population animale par l'isolement du troupeau avec perte de panmixie, suppression de la sélection naturelle et application d'une sélection artificielle basée sur des caractères particuliers, soit comportementaux, soit culturels. Les animaux deviennent la propriété du groupe humain et en sont entièrement dépendants. »
Les critères de définition de la domestication varient donc en fonction de la prise en compte des plantes ou des animaux : pour les botanistes une plante est domestiquée quand elle présente une morphologie domestique, tandis que pour les zoologues un animal est domestiqué quand il est intégré à un groupe humain et manipulé par celui-ci.
L'agriculture, qui est le résultat de ces évolutions, peut être définie comme « une économie de production établie dans laquelle des paysans dépendent de la culture pour leur subsistance et, dans bien des cas, de l'élevage. »

## Historique des études

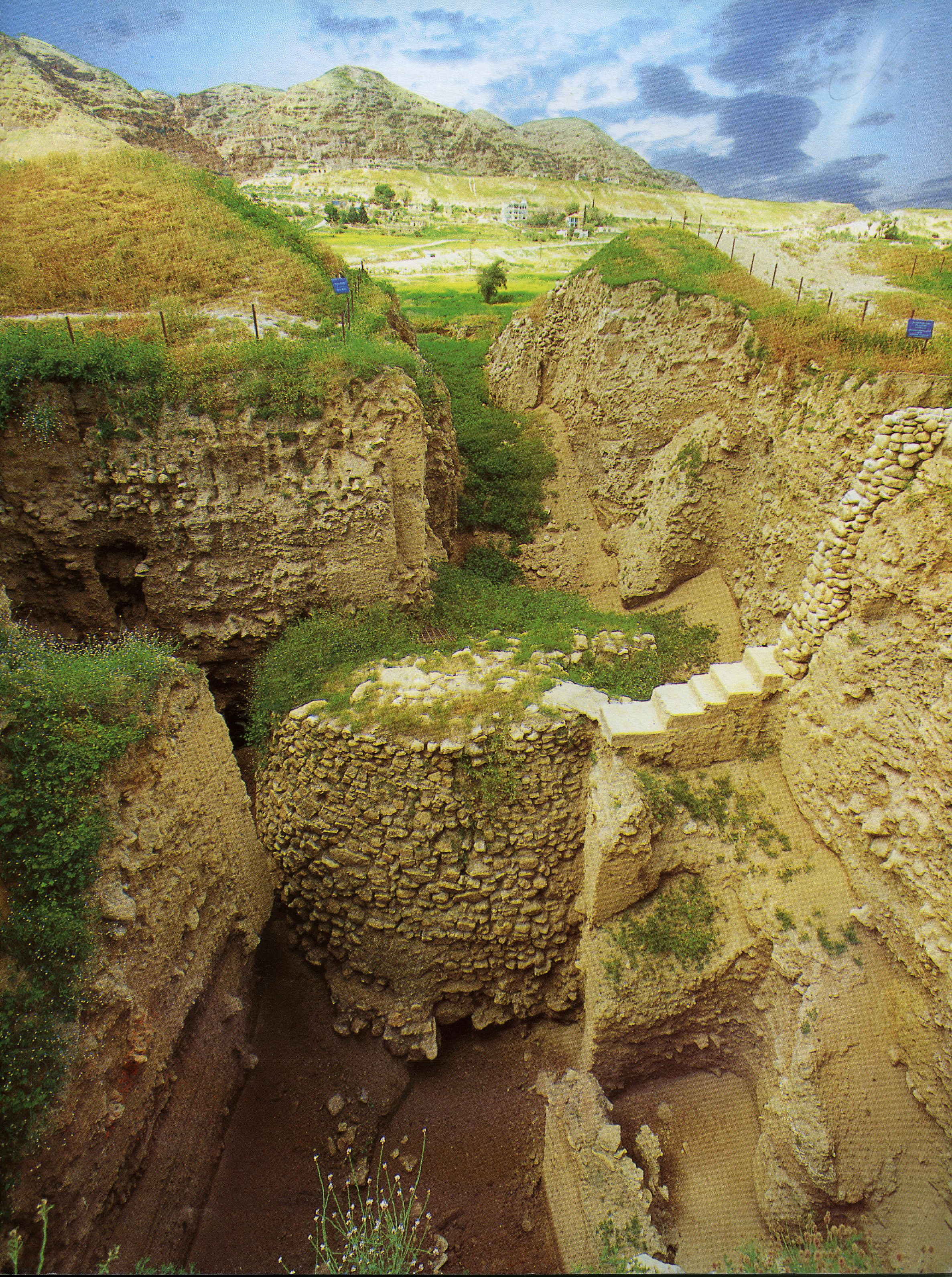
Ruines du site de Tell es-Sultan, Jéricho.

Les débuts de l'agriculture dans le Néolithique proche-oriental sont mal connus avant les années 1950 quand trois chantiers de fouilles importants permettent d'identifier et de dater des sites comme Jéricho (Tell es-Sultan en Cisjordanie), fouillé par Kathleen Kenyon, Beidha (Jordanie), fouillé par Diana Kirkbride et Jarmo (nord de l'Irak), fouillé par Robert John Braidwood. À partir des années 1960-1970, les fouilles de sites néolithiques se développent au Moyen-Orient (notamment à la suite de fouilles de sauvetage en prévision de la construction du barrage de Tabqa en Syrie). Celles-ci précisent la connaissance de la période et fournissent plus de données à propos de l'agriculture. La conservation des échantillons est facilitée par le climat aride de la région. Après 1995, les fouilles se multiplient et fournissent une quantité considérable de données. 
L'approche biologique des domestications remonte aux travaux de Charles Darwin, notamment De la variation des animaux et des plantes sous l'action de la domestication (1868). Les études archéobotaniques prennent leur essor à partir des années 1960, particulièrement à la suite des travaux de Maria Hopf et de Hans Haelbeck, puis ceux de Willem van Zeist, de Gordon Hillman, de Jack Harlan et de Daniel Zohary. Ces travaux permettent de mettre au point des méthodes d'identification et d'analyse des échantillons et de mieux comprendre le processus de domestication des plantes d'un point de vue biologique. Plusieurs travaux d'archéozoologie permettent également de développer et d'affiner les connaissances à propos du processus de domestication des animaux. L'apport de la génétique en particulier permet de faire progresser la compréhension du phénomène. En quelques décennies, les archéologues ont donc été rejoints par d'autres spécialistes pour étudier le phénomène : botanistes, zoologues, généticiens, chimistes, aussi des démographes et des linguistes.
Du point de vue économique, social et culturel, l'étude du phénomène est marquée par les travaux de Vere Gordon Childe qui introduit, pendant les années 1920 et 1930, son concept de « révolution néolithique » qui caractérise le début de l'agriculture. Les interprétations se développent à partir des années 1950 suivant différents axes : le modèle écologique de David L. Clarke (1953), le modèle démographique de Lewis Binford (1969), la révolution à large spectre de Kent Flannery (1969), puis dans les années  après 1990 l'approche climatique de Ofer Bar-Yosef, ou encore la « révolution symbolique » de Jacques Cauvin,.

## Contexte géographique, chronologique et climatique

### Le «Croissant fertile»
Dans les études sur le Néolithique, le Proche-Orient est entendu comme une région allant de la mer Méditerranée jusqu'au Zagros, de la mer Rouge et du golfe Persique jusqu'aux monts Taurus, ensemble auquel on inclut couramment Chypre et l'Anatolie centrale parce qu'elles participent rapidement au processus de néolithisation. On peut aussi parler d'« Asie du sud-ouest ». Cette vaste région comprend une grande diversité de milieux naturels et de paysages, regroupés en plusieurs grandes zones suivant des critères géographiques et culturels,. 
Les milieux sont divers non seulement à l'échelle de cette partie du monde, mais également sur de petites distances : il suffit parfois de quelques kilomètres pour passer de la forêt méditerranéenne à la steppe. Les contrastes sont, en outre, accentués par la présence de régions hautes et de grandes variations de précipitations selon les saisons et les années. Il en résulte une grande biodiversité, en particulier la présence de centaines d'espèces de plantes. Les variétés domestiquées s'y trouvent toutes à l'état naturel, mais plus généralement les céréales sauvages se retrouvent d'Anatolie centrale jusqu'au Levant sud et au Zagros central. Les études génétiques ont d'ailleurs permis de déterminer dans certains cas les variantes des plantes et des animaux qui sont à l'origine des espèces domestiques, mais cela reste incertain dans plusieurs cas. On a pu parler à ce propos de « Croissant fertile », concept qui trouve son origine dans les travaux de James Henry Breasted, qui dans son acception actuelle est un espace biogéographique qui s'étend en gros sur le Levant et les versants et piémonts du Taurus et du Zagros.

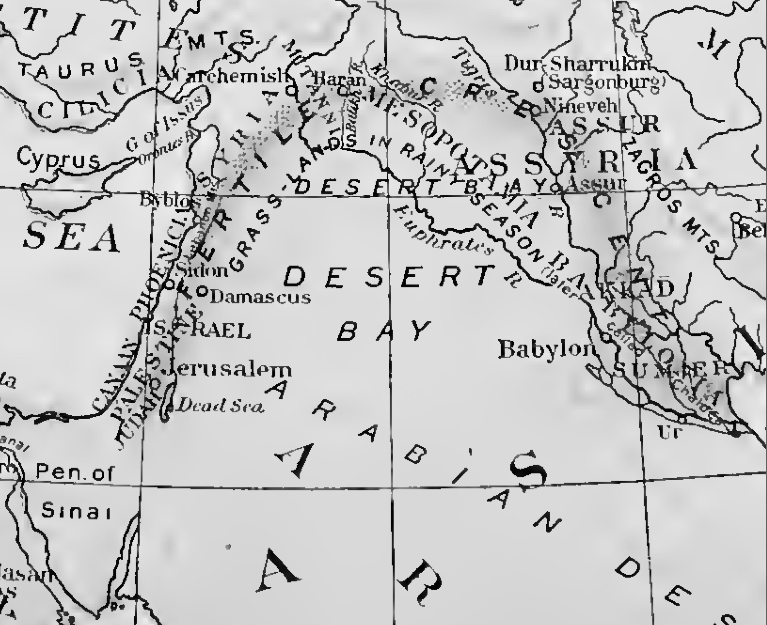
Carte du Croissant fertile par James Henry Breasted, 1916.

### Les principaux ensembles géographiques

Localisation des principaux ensembles géographiques du Néolithique du Proche-Orient.

Le Levant, situé à l'est de la Méditerranée orientale, est caractérisé par des alternances de milieux étirés dans un sens nord-sud : la plaine côtière à l'ouest, plus large durant l'Épipaléolithique et le Néolithique que de nos jours puisque le niveau de la mer était plus bas, puis en progressant vers l'est se rencontrent d'abord des piémonts s'élevant progressivement pour former des chaînes montagneuses souvent bien boisées allant jusqu'à 2 000 mètres d'altitude, puis une nouvelle zone basse, le Rift ou « corridor/couloir levantin », axe structurant qui descend au sud en dessous du niveau de la mer, puis un espace de plateau plus élevés et, enfin, une lente descente vers le désert arabique. Cette région est divisée en trois ensembles géographiques, parfois deux, qui présentent le même découpage ouest-est.
- Le Levant sud, au nord du Sinaï et du Néguev, qui comprend la plaine côtière, puis les monts de Haute-Galilée et de Judée, la plaine du Jourdain avec la mer Morte et le lac de Tibériade ainsi que celle de l'Arabah au sud et enfin les plateaux transjordaniens à l'est[20],[21].

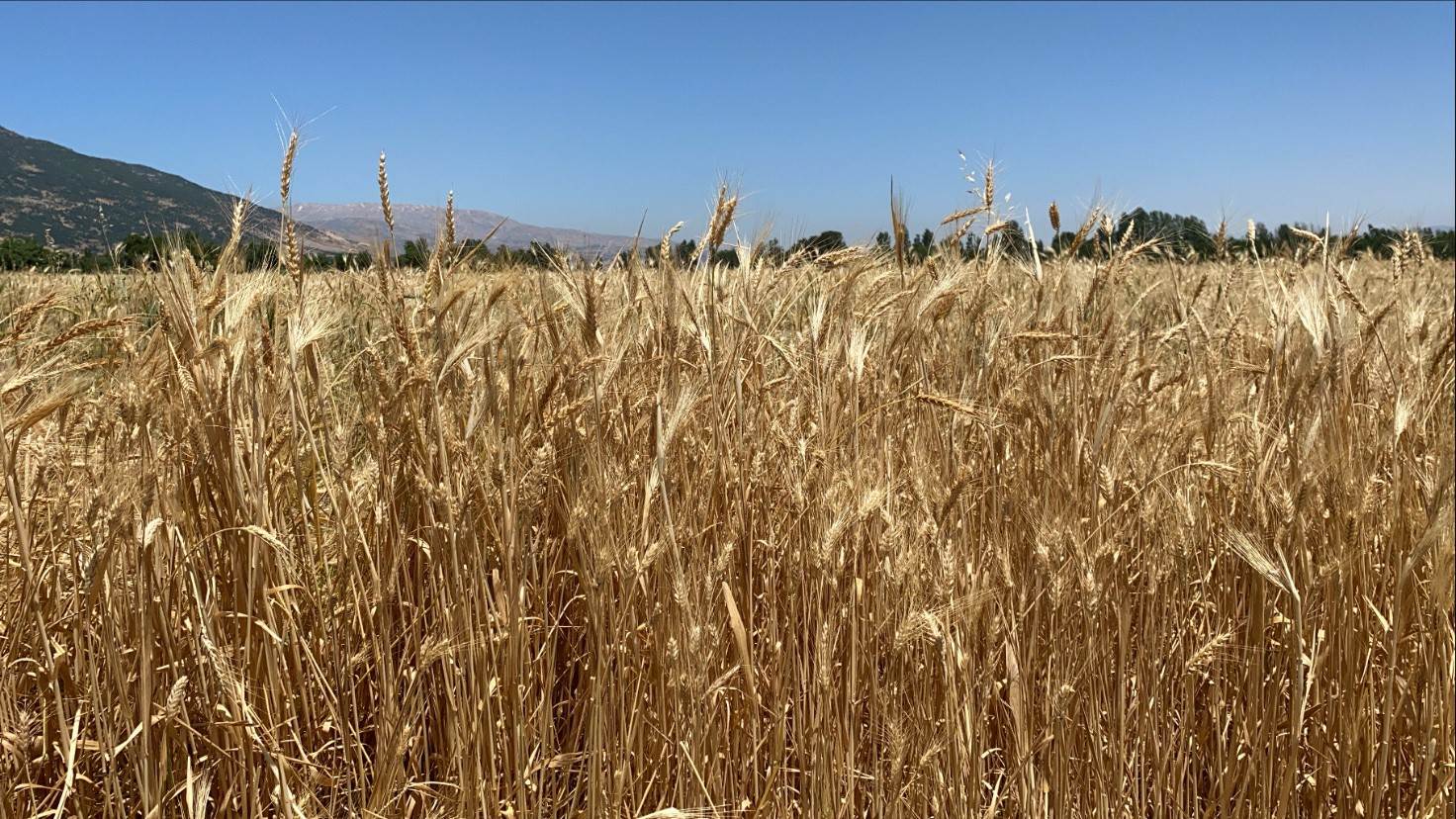
Champ de blé dans la plaine de la Bekaa (2021).

- Le Levant central (parfois rattaché au Levant nord, dont il est alors la partie « haute », d'autres fois en partie regroupé avec le Levant sud), entre l'oasis de Damas (incluse) au sud et la trouée de Homs au nord, avec la plaine côtière du Liban, les monts du Liban, la vallée du Litani et la plaine de la Bekaa, puis les monts de l'Anti-Liban, dont les pentes orientales abritent la Ghouta autour de Damas et enfin le désert[22],[21].
- Le Levant nord, qui correspond en gros à la Syrie occidentale, comprend la plaine côtière syrienne, plus large ici qu'ailleurs au Levant, puis les montagnes des Alaouites et l'Amanus, ensuite la vallée de l'Oronte, la plaine de l'Amuq, puis les plateaux de Syrie centrale et limité à l'est par l'Euphrate, la région du Moyen-Euphrate, qui peut être vue comme un autre « corridor »[23],[21].

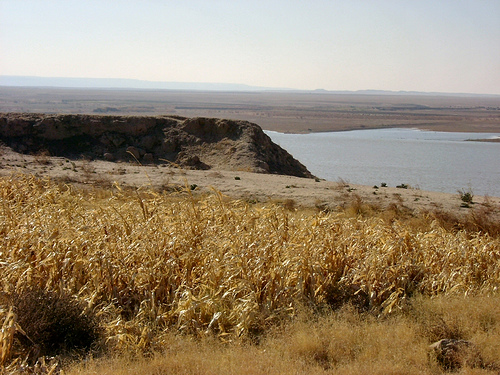
Champ de céréales près de l'Euphrate dans le nord-ouest de l'Irak de nos jours.

La Mésopotamie au sens large comprend les régions découpées par le Tigre et l'Euphrate, les deux principaux fleuves du Moyen-Orient.
- L'Anatolie du sud-est est la partie la plus septentrionale de la Haute Mésopotamie puisqu'elle est structurée par les hautes vallées du Tigre et de l'Euphrate. C'est une région de seuil dont l'altitude décline d'environ 800 à 300 mètres d'altitude du nord au sud, entre les régions hautes du Taurus oriental situées au nord, où les deux fleuves prennent naissance, et les plateaux de la Djézireh vers lesquels ils coulent. Les vallées y sont étroites, mais par endroits elles s'élargissent en alvéoles où se nichent les communautés humaines. À l'ouest se trouvent les montagnes de l'Anti-Taurus[24],[25].
- La Djézireh, l'« île », qui couvre la majeure partie de la Haute Mésopotamie, est une région de plateaux de 250/300 m d'altitude en moyenne, incisés par le Tigre, l'Euphrate et deux affluents de ce dernier, le Belikh et le Khabour, divisée entre une Haute Djézireh, au nord nord-est, plus arrosée, et une Basse Djézireh au sud sud-ouest, plus aride[26].
- La plaine alluviale et deltaïque mésopotamienne est une vaste région au climat actuellement très aride, très plane et très peu élevée, où les deux fleuves se rejoignent pour former un delta, très marécageux en aval, avant de se jeter dans le golfe Persique, beaucoup plus loin au début du Néolithique que de nos jours en raison du plus bas niveau des mers (durant le maximum de l'époque glaciaire tardive peut-être jusqu'au niveau du golfe d'Oman), puis plus haut à la fin du Néolithique, créant un environnement probablement bien plus humide que de nos jours[27],[28].

Aux extrémités nord et est se trouvent plusieurs zones hautes, avec la présence des chaînes montagneuses de l'arc Taurus-Zagros, abritant des régions élevées qui sont pour plusieurs si ce n'est des foyers au moins des régions ayant activement participé au succès du mode de vie néolithique.

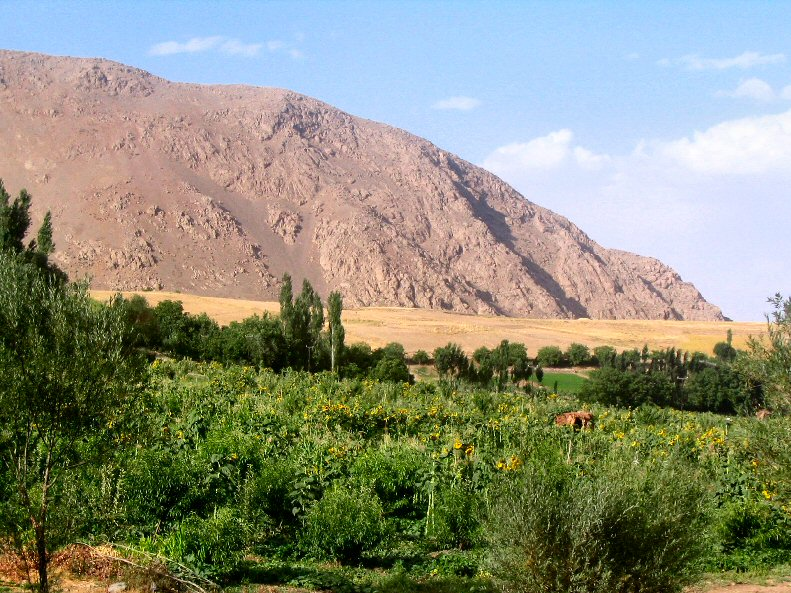
Vallée du Zagros central.

- Le Zagros, ici surtout concerné pour ses parties occidentales et centrales, est une chaîne constituée de plis parallèles d'orientation nord-ouest/sud-est, incisée par de nombreuses dépressions formées par des cours d'eau qui coulent vers la Mésopotamie (pour les plus importants, du nord au sud : Grand Zab, Petit Zab, Diyala, Karkheh, Karun), qui forment des vallées profondes, souvent exiguës et isolées les unes des autres, expliquant que les cultures néolithiques semblent segmentées entre celles-ci ; le versant sud-ouest, plus arrosé, se termine par une zone de piémont vers la Mésopotamie[29].
- L'Anatolie centrale, séparée du Levant nord par les monts Taurus, est une région de plateaux élevés, à plus de 1 000 mètres d'altitude, avec une partie orientale plus aride, où se trouve le Lac Tuz, lac salé, et des cônes volcaniques, ainsi q'une partie occidentale plus boisée, avec une région de lacs au sud-ouest[30].

L'extrémité nord-ouest du désert d'Arabie est en fait une steppe, plus ou moins ouverte suivant les fluctuations climatiques. Durant l'époque néolithique elle comprend donc de grandes variations dans le peuplement. S'y trouvent aux périodes plus humides quelques cours d'eau temporaires, des lacs et, surtout, des sources artésiennes permettant de former des oasis (el Kowm, Azraq).
L'île de Chypre est aussi une composante géographique du Néolithique proche-oriental. Troisième île méditerranéenne par sa taille, située à 100 kilomètres de la côte du Levant nord, elle comprend trois ensembles d'orientation est-ouest qui se succèdent du nord au sud : le long de sa côte nord, les montagnes de la chaîne de Kyrenia, la plaine de la Mésorée et, au centre-ouest, le massif de Tróodos. Le littoral méridional comprend les principales régions d'implantation préhistoriques et antiques, notamment autour de la péninsule d'Akrotiri et la plaine de Larnaca.

### Repères chronologiques
La phase de transition entre mode de vie paléolithique et mode de vie néolithique dans laquelle est comprise le Néolithique proche-oriental se découpe schématiquement en trois grandes périodes :
- La période dite de l'Épipaléolithique final, vers 13000-10000/9600 av. J.-C., qui voit notamment le début de la sédentarisation au Levant durant le Natoufien ancien (v. 13000/12500-11600/11000 av. J.-C.), avec, dans cette région l'apparition des premiers villages permanents (Mallaha, Hayonim) et, d'une manière générale, un recul de la mobilité des groupes même si la plupart des habitats du Moyen-Orient restent saisonniers. La subsistance repose sur la chasse et la cueillette, il n'y a pas de domestication assurée des plantes et des animaux. Le Natoufien récent (v. 11600/11000-11000/9600 av. J.-C.) voit le climat se rafraîchir (Dryas récent), ce qui semble entraîner un recul de la sédentarité au Levant sud, alors que dans la région du Moyen Euphrate les sites sédentaires se développent (Tell Abu Hureyra, Mureybet)[33].
- Les périodes du Néolithique dites précéramiques ou acéramiques, vers 10000-7000/6400 av. J.-C. Elles sont divisées en deux phases dites Néolithique précéramique A (Pre-Pottery Neolithic A, abrégé en PPNA), d'environ 10200/10000-9000/8000 av. J.-C. et B (Pre-Pottery Neolithic B, abrégé en PPNB), d'environ 9000/8800 à 7000 av. J.-C. (mais jusqu'à 640 av. J.-C. au Levant sud). Elles voient le début de l'agriculture et de l'élevage, l'expansion et la consolidation de l'habitat villageois et l'apparition d'une architecture communautaire, mais la poterie n'y apparaît pas. Ce sont les phases durant lesquelles la « révolution néolithique » se produit au Proche-Orient[34].
- Les phases du Néolithique céramique ou tardif (v. 7000/6400-5300/4500 av. J.-C.) voient une expansion de l'habitat villageois, l'apparition de l'artisanat de la poterie, le développement de l'agriculture avec la mise au point de l'irrigation et son expansion vers de nouvelles régions. Elles s'achèvent avec les premiers développements de la métallurgie du cuivre qui marquent le début du Chalcolithique. Les sociétés sont peu inégalitaires[35] .

|                                    | Avant J.-C. Cal. | Avant le présent Cal. | Subsistance |
| Natoufien ancien                   | 12780-1118       | 14720-13130           | Collecte à large spectre et chasse sélective.                                                                                    |
| Natoufien récent                   | 11180-10040      | 13130-11990           | Collecte de céréales, de petites graines et d'animaux, détérioration climatique.                                                 |
| Néolithique précéramique A         | 10040-8940       | 11990-10890           | Collecte à large spectre avec développement de l'agriculture pré-domestique et du contrôle des animaux, amélioration climatique. |
| Néolithique précéramique B ancien  | 8940-8460        | 10890-10410           | Premières étapes de la domestication des plantes et des animaux, couplées à une collecte à large spectre.                        |
| Néolithique précéramique B moyen   | 8460-7560        | 10410-9510            | Consolidation et diffusion de l'agriculture et de l'élevage (« agro-pastoralisme »), développement du nomadisme pastoral.        |
| Néolithique précéramique B récent  | 7560-6940        | 8510-8890             | Consolidation et diffusion de l'agriculture et de l'élevage (« agro-pastoralisme »), développement du nomadisme pastoral.        |
| Néolithique précéramique B final/C | 6940-6400        | 8890-8350             | Consolidation et diffusion de l'agriculture et de l'élevage (« agro-pastoralisme »), développement du nomadisme pastoral.        |
| Néolithique tardif                 | 6400-5480        | 8350-7430             | Communautés « agro-pastorales » dans tout le Proche-Orient, diffusion vers les régions voisines.                                 |

Localisation des sites du Natoufien et associés (v. 12500-10000 av. J.-C.).
Localisation des principaux sites du Néolithique précéramique A (v. 10000-9000 av. J.-C.).
Localisation des principaux sites du Néolithique précéramique B (v. 9000-6400 av. J.-C.).
Localisation des principaux sites du Néolithique tardif (v. 6400-5300 av. J.-C.).

### Les fluctuations climatiques
Le Néolithique proche-oriental se produit au moment où se termine la dernière période glaciaire (et avec elle le Pléistocène) et où débute l'Holocène. Cette période ne peut néanmoins être résumée à un simple réchauffement progressif, puisque le climat connaît plusieurs fluctuations durant les phases correspondant à l'Épipaléolithique et au Néolithique :
- le maximum tardiglaciaire, d'environ 23000/22000 à 17000 av. J.-C., est la phase la plus froide et sèche de cette époque, avant une phase de lent réchauffement et surtout de hausse des précipitations, permettant un lent recul des zones semi-arides[38],[39] ;
- la phase Bölling-Alleröd, entamée à partir d'environ 12700-12500 av. J.-C. qui dure peut-être jusqu'à 11000/10800 av. J.-C., est plus chaude et humide, ce qui permet une extension des zones boisées au Levant sud et des zones herbeuses et humides (notamment les lacs) en Anatolie[38],[40],[41] ;
- le Dryas récent, qui débute au plus tôt vers 11000 av. J.-C. et se termine vers 9700 av. J.-C. (une estimation longue va jusqu'en 9000), est une période froide et sèche[38],[40],[42] ; une étude conduite pour le Levant sud semble cependant conclure que la période n'y est pas plus sèche que la précédente, même si elle est plus froide[43] ;
- le début de l'Holocène qui voit un adoucissement du climat pourrait d'abord avoir été sec avant un changement plus rapide vers 8200-8000 av. J.-C., certains le faisant débuter vers 7500 av. J.-C. ; le climat devient ensuite plus humide (la mousson estivale remontait plus au nord que de nos jours) et est le plus humide observé sur les 25 000 dernières années au Levant et dans la Méditerranée orientale[38],[44], le désert d'Arabie recevant en moyenne plus de précipitations sur la période 8000-4000 av. J.-C. que de nos jours[38], de même que le sud mésopotamien qui était sans doute plus marécageux[27] ;
- cette période est perturbée par l'événement climatique de 8200 AP, soit en gros 6200 av. J.-C., épisode froid et aride, qui dure autour de 160 à 200 ans[40],[45].

Ces variations de températures et de précipitations ont eu des impacts significatifs sur les milieux naturels. Ces impacts différenciés selon les espaces ont probablement moins affecté les vallées que les zones steppiques. Dans ces dernières, l'occupation humaine semble bien fluctuer en fonction de ces évolutions,. Dans les régions du Levant et de Haute Mésopotamie ce sont les variations des précipitations, surtout concentrées en hiver et qui peuvent être très amples d'une année sur l'autre dans les conditions actuelles, qui ont un impact fort sur les sociétés humaines, plus que les fluctuations de températures. On admet qu'il faut à peu près 200 mm de précipitations annuelles pour pratiquer une agriculture sans apport artificiel d'eau (« sèche »), or dans les zones à la jonction des espaces arides, cette limite peut être dépassée pendant une année pour ne pas être atteinte la suivante. Le « Croissant fertile », où l'agriculture a pris naissance, voit donc ses limites géographiques se déplacer, que ce soit selon les évolutions climatiques à long terme, ou bien selon les variations des précipitations d'une année à l'autre.

## Comment identifier les débuts de l'agriculture?
L'étude des domestications implique de savoir distinguer dans les données archéologiques si une espèce dont on trouve les restes a été acquise par les hommes par la chasse ou la cueillette, ou bien par l'agriculture ou l'élevage. La preuve généralement tenue pour incontestable qu'une espèce est domestiquée, qu'elle soit animale ou végétale, est une morphologie spécifique qui la distingue de l'espèce sauvage dont elle dérive. Mais le changement ne se produit qu'au moment où le processus de domestication est achevé et pas pendant qu'il est à l’œuvre. Les spécialistes ont distingué une phase préalable et nécessaire, dite « pré-domestique », durant laquelle des espèces sont cultivées ou élevées, tout en ayant encore une morphologie sauvage. Cela implique donc de mettre en place des critères pour la repérer.

### Les plantes

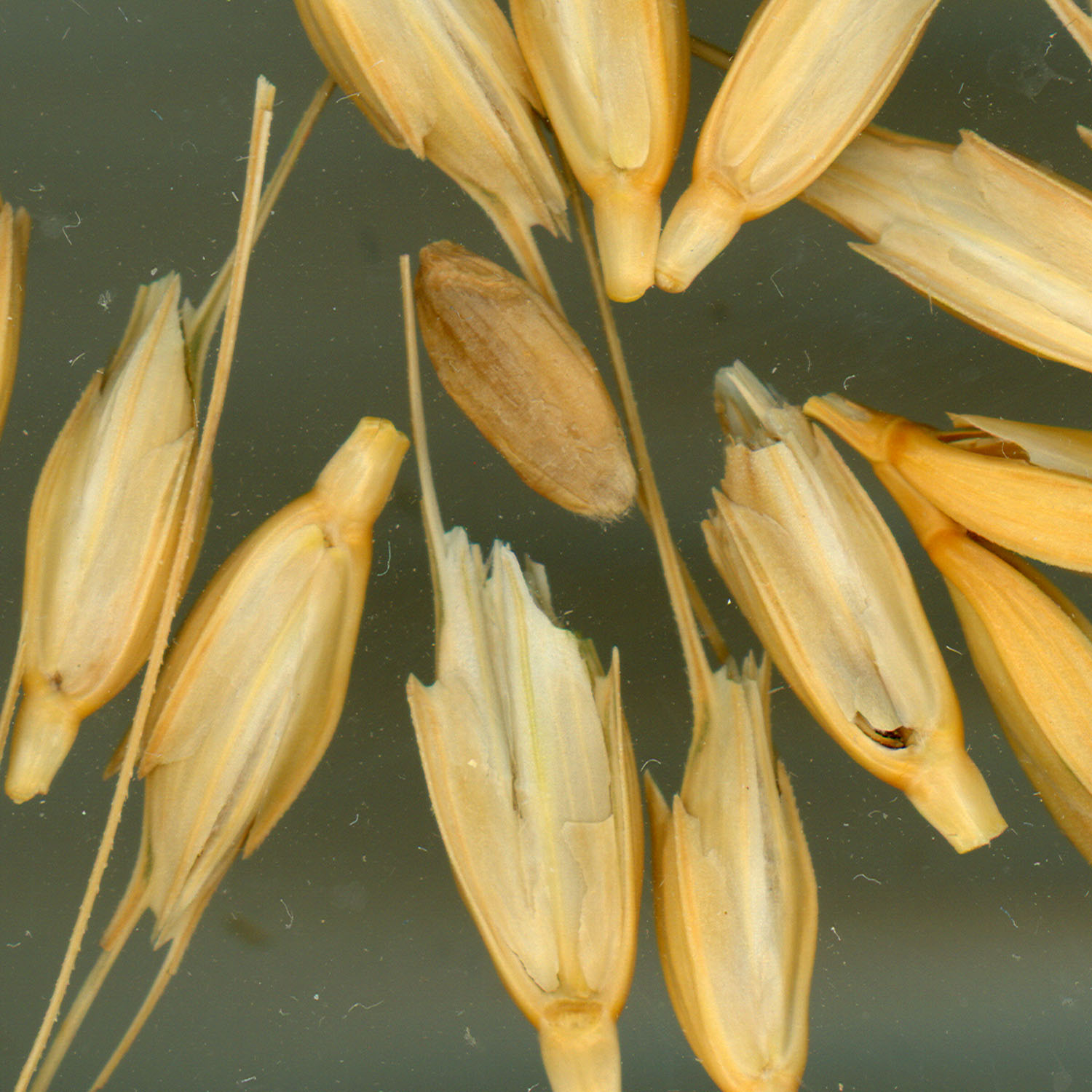
Épillets d'engrain (Triticum monococcum).

La preuve incontestable de la domestication des plantes est morphologique : au bout d'un certain temps, celles-ci connaissent une évolution physique qui permet de les identifier clairement dans la documentation archéologique comme des variantes « domestiques ». Les critères fluctuent en fonction des espèces. Sur les céréales sauvages, les épillets qui portent les grains à l'extrémité de l'épi se détachent aisément de ce dernier, se répandent sur le sol et l'ensemencent ainsi de façon naturelle (égrenage). Cela a pour conséquence, pour les humains, de réduire le rendement de ces céréales, mais elles se reproduisent sans qu'ils aient à faire de semailles. À l'état domestique, les épillets restent soudés à l'épi : c'est le phénomène de perte du mécanisme de dispersion. Ces épillets ne se détachent qu'après un battage par l'homme, ce qui permet la récolte d'un plus grand nombre de grains, mais impose de faire des semailles pour en faire pousser à nouveau. Dans un contexte de sélection naturelle, ces propriétés se retrouvent à l'état sauvage chez quelques variétés mutantes très minoritaires. Elles ont ensuite vu leur proportion augmenter par un long processus de sélection artificielle — consciente ou inconsciente — par l'homme et ont donné naissance aux céréales domestiques. L'autre inconvénient morphologique que les céréales sauvages ont pour l'homme est que leurs grains sont enfermés dans une enveloppe qu'il faut retirer, par décorticage, battage ou d'autres procédés. En revanche, les variétés domestiques sont « nues » et ne nécessitent pas cette étape. Contrairement aux céréales, les légumineuses sauvages sortent naturellement de leur gousse (déhiscence), là encore pour faciliter leur multiplication, alors, qu'à l'état domestique, elles doivent être décortiquées. L'augmentation de la taille des graines domestiquées par rapport aux sauvages est un autre critère de distinction, mais cette caractéristique met plus de temps à se développer et est en général considérée comme un élément moins probant.
Ces éléments sont donc les preuves d'une domestication aboutie. Mais ils arrivent au bout du processus, qui a été constitué de nombreuses tentatives avortées et réussies, avec beaucoup de répétitions. Il est difficile de déterminer combien de temps cela a pris. On a pu considérer par le passé que c'était l'affaire d'un siècle ou deux, mais aujourd'hui on suppose qu'il a fallu une période au moins de l'ordre du millénaire pour que les variétés morphologiquement domestiques s'imposent. Peut-être plus puisque la perte du mécanisme de dispersion aurait pu mettre 2 000 à 4 000 ans à se fixer sur l'orge et le blé domestiques. C'est peut-être dû au fait que les premiers agriculteurs ont longtemps préféré utiliser des céréales sauvages pour ensemencer leurs champs, plutôt que de puiser dans leur stock de céréales à prépondérance « mutante », avant que ces dernières ne deviennent dominantes. Les premiers cultivateurs ont sans doute privilégié la variété et ont probablement débuté par une sélection inconsciente avant d'être en mesure de repérer les avantages et les inconvénients des variétés de céréales qu'ils pouvaient sélectionner. Le fait qu'ils aient cultivé suivant différentes modalités pourrait aussi expliquer pourquoi la domestication biologique met autant de temps à s'observer,. La question de savoir si les plantes domestiques élaborées au cours de ce processus nourrissent mieux que les plantes sauvages a fait l'objet de plusieurs études expérimentales. Les premières avaient conclu que la récolte de variantes sauvages était plus rentable, mais une étude postérieure a conclu que les variétés domestiques ont des rendements plus importants et des grains plus gros que les variantes sauvages, sans doute sous l'effet d'une sélection par les agriculteurs.
Pour repérer les premières expériences de domestication des plantes alors qu'elles sont en cours, l'identification ne peut s'appuyer seulement sur les critères morphologiques. Ces expériences de domestication ont lieu même si les plantes ont encore une morphologie sauvage, bien qu'elles soient déjà manipulées par des groupes humains : il s'agit des céréales « pré-domestiques ». Ces dernières sont morphologiquement sauvages, mais multipliées par l'action humaine. Les archéologues s'en remettent alors à une autre méthode, dite du « faisceau d'indices » : identifier des indices de domestication qui, pris isolément, ne sont pas des preuves, mais qui, cumulés au même endroit et au même moment, laissent moins de doutes. G. Willcox a ainsi identifié plusieurs critères pour identifier cette agriculture « pré-domestique » : l'augmentation de la consommation des céréales et des légumineuses (les plantes domestiques « fondatrices ») par rapport aux plantes issues strictement de la cueillette ; la diffusion de variétés, qui apparaissent sur un site sur lequel elles étaient auparavant absentes, ce qui est sans doute dû à l'action de l'homme ; la présence de « mauvaises herbes » (adventices), caractéristiques des champs cultivés ; l'augmentation de la taille des grains, une des conséquences morphologiques de leur domestication comme vu plus haut ; le stockage à grande échelle des grains ; la présence de la souris domestique, attirée par ces mêmes stocks (commensalisme) ; l'utilisation de la balle des céréales dans la construction ; la présence de nombreuses lames-faucilles employées pour la récolte ; des installations complexes de mouture des céréales,.

### Les animaux

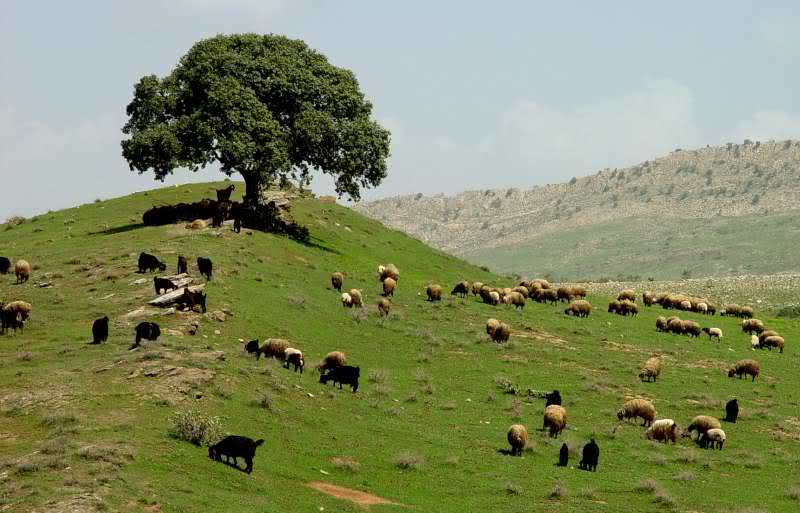
Élevage de moutons dans le nord de l'Irak actuel.

À propos des animaux, il n'y a pas de critère décisif : les chercheurs se basent en général sur la morphologie. Par exemple, la taille des espèces domestiquées a tendance à diminuer par rapport à celle des sauvages. Cette évolution pourrait être liée à la disparition de la sélection naturelle et d'une manière générale à la fin du mode de vie sauvage. Une moins bonne alimentation des animaux domestiques ou encore la sélection que les hommes, préférant contrôler des animaux plus petits, opèrent dans le choix de leurs animaux entraîneraient une perte de robustesse du bétail. Pour repérer ce changement, il faut donc disposer d'un échantillon important de restes animaux afin de mesurer leur taille et déterminer s'il s'agit d'espèces sauvages ou non. Chez les ruminants, la forme et la taille des cornes évoluent également par rapport aux variantes sauvages. On observe également le sexe et l'âge des animaux abattus, déterminés par les ossements, à la condition qu'ils soient suffisamment complets : un troupeau domestique aura tendance à avoir plus de femelles que de mâles adultes (analyse du sex-ratio), pour avoir plus de reproductrices, alors qu'à l'état sauvage les proportions sont équivalentes ; si on se fie aux pratiques modernes, un élevage destiné à produire de la viande aura tendance à abattre avant tout les jeunes adultes mâles, qui ne sont normalement pas les individus à la mortalité la plus forte à l'état sauvage et dont la forte mortalité est susceptible de mettre en péril le renouvellement du troupeau.
Les autres critères utilisés par les zoologues sont : la présence d'une espèce hors de sa zone d'habitat habituelle, qui indique qu'elle a été potentiellement été déplacée par l'action humaine ; des pathologies liées à l'élevage (déformations des os des animaux) ; des variations dans le régime alimentaire des animaux (par l'étude des isotopes stables) ; l'analyse de l'ADN fossile peut également aider,. 
Là encore il est plus difficile de repérer les évolutions au moment où s'effectue la domestication, donc des restes d'animaux que D. Helmer propose de désigner comme « agriomorphes », morphologiquement sauvages mais déjà domestiqués ou du moins apprivoisés par une communauté humaine, car peu de critères vont être identifiables. On a aussi pu parler de « proto-élevage », mais la terminologie est discutée. En tout cas le processus de domestication des animaux a sans doute été plus court que celui des plantes : de quelques années à deux siècles.

## Les premières domestications des plantes et des animaux
Les premières plantes cultivées au Proche-Orient, dites « fondatrices », consistent en un groupe d'au moins neuf plantes : des céréales, l'orge, le blé amidonnier et l'engrain, des légumineuses, les lentilles, les fèves, les ervilliers, les pois et les pois chiches et le lin, ; cette liste est peut-être à élargir à d'autres plantes (seigle, avoine, blé dur, gesse, vesce voyageuse, etc.). Les premiers cultivateurs ont probablement fait pousser d'autres plantes, ou du moins ont géré leur reproduction, et ce n'est que tardivement que les plantes fondatrices ont pris une importance majeure. Les premiers animaux domestiqués, après le chien, sont les quatre ongulés domestiques primaires : le mouton, la chèvre, le porc et la vache. Le chat domestique est également attesté durant le Néolithique.
Ces évolutions, concomitantes, sont survenues pour la première fois dans l'histoire de l'humanité au Moyen-Orient, même s'il ne s'agit pas du seul foyer à l'échelle mondiale ayant expérimenté la domestication de manière indépendante. 

### La subsistance chez les derniers chasseurs-cueilleurs
Les préludes de la domestication des plantes et des animaux se produisent durant la période finale du Paléolithique supérieur : l'Épipaléolithique à la fin duquel (v. 12500-11000 av. J.-C.) les groupes humains sont des chasseurs-cueilleurs qui commencent à se sédentariser. Même s'il n'y a pas d'indice solide qu'ils aient pratiqué une agriculture pré-domestique, on peut supposer, à la lumière d'exemples ethnographiques, qu'ils connaissent au moins des méthodes permettant de favoriser la multiplication des plantes, ce qui a facilité la mise en place des expérimentations en plusieurs régions. 

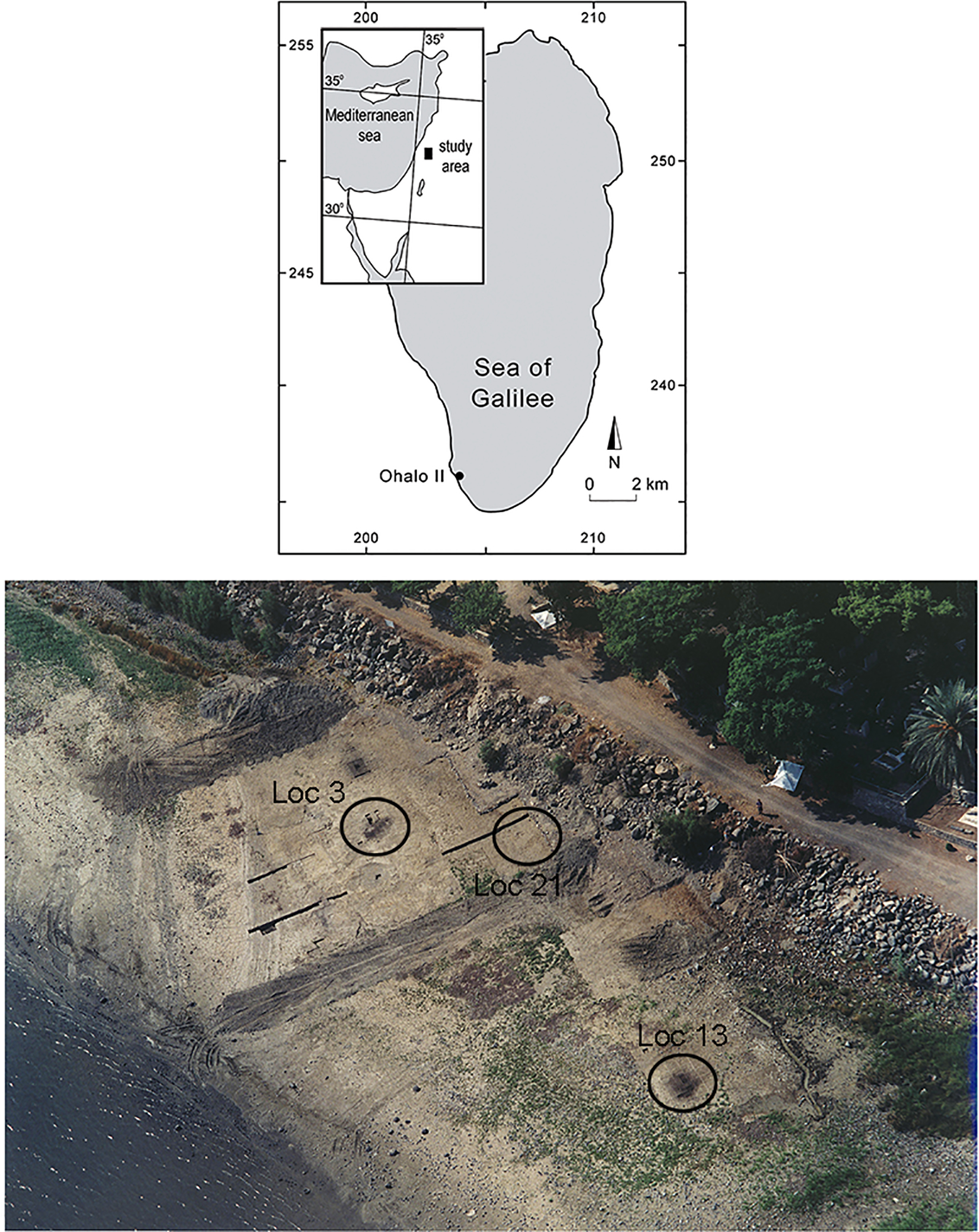
Localisation et vue aérienne du site d'Ohalo II (Israël).

Pour l'Épipaléolithique ancien, le site d'Ohalo II, vers 21000 av. J.-C., est le seul à fournir des données. Il atteste de la cueillette des céréales et y sont également observés un très grand nombre d'espèces végétales (blé et orge, légumineuses, pistaches, figues, etc.), du petit et gros gibier (surtout la gazelle) et des poissons pêchés dans le lac. C'est donc une subsistance à « spectre large »,. Il y a peut-être aussi dès cette période des tentatives de culture de céréales sauvages. 
Il n'y a quasiment aucune donnée à propos de la subsistance jusqu'aux environs de 12500 av. J.-C. et peu sur le peuplement, mais il semble que sur le long terme l'occupation du territoire s'intensifie. En raison du zonage écologique du Levant, celui-ci proposait une grande variété de ressources en fonction de la latitude, de l'altitude, de la proximité ou non de points d'eau. Ainsi pour les animaux le gros gibier varie selon que le groupe se trouve près de zones hautes boisées (daim, chevreuil, chèvre sauvage, sanglier, aussi gazelle), de hauts plateaux (gazelle de montagne, sanglier, chèvre sauvage, hémione), d'espaces semi-arides (chèvre et mouton sauvage), tandis que le petit gibier (renard, lièvre, tortue) se trouve sur à peu près tous les sites. Pour ces bandes exploitant les ressources situées dans les 10–15 kilomètres autour de leur campement non permanent, une utilisation optimale des différents espaces écologiques, aussi bien pour les plantes que les animaux, y est évidemment déterminante. 
La situation est grossièrement similaire chez les chasseurs-cueilleurs du Natoufien ancien et du Zarzien (v. 12500-11000 av. J.-C.), à la différence qu'ils semblent bénéficier de meilleures conditions climatiques avant le Dryas récent. Ils consomment les mêmes types de plantes et animaux : céréales et autres graminées, légumineuses, pistaches ; gros gibier en majorité (gazelle dominante au Levant, daim, sanglier, auroch, hémione, etc.) et aussi du petit gibier (lièvres, renards, tortues, oiseaux) ; et pêche là où c'est possible,.

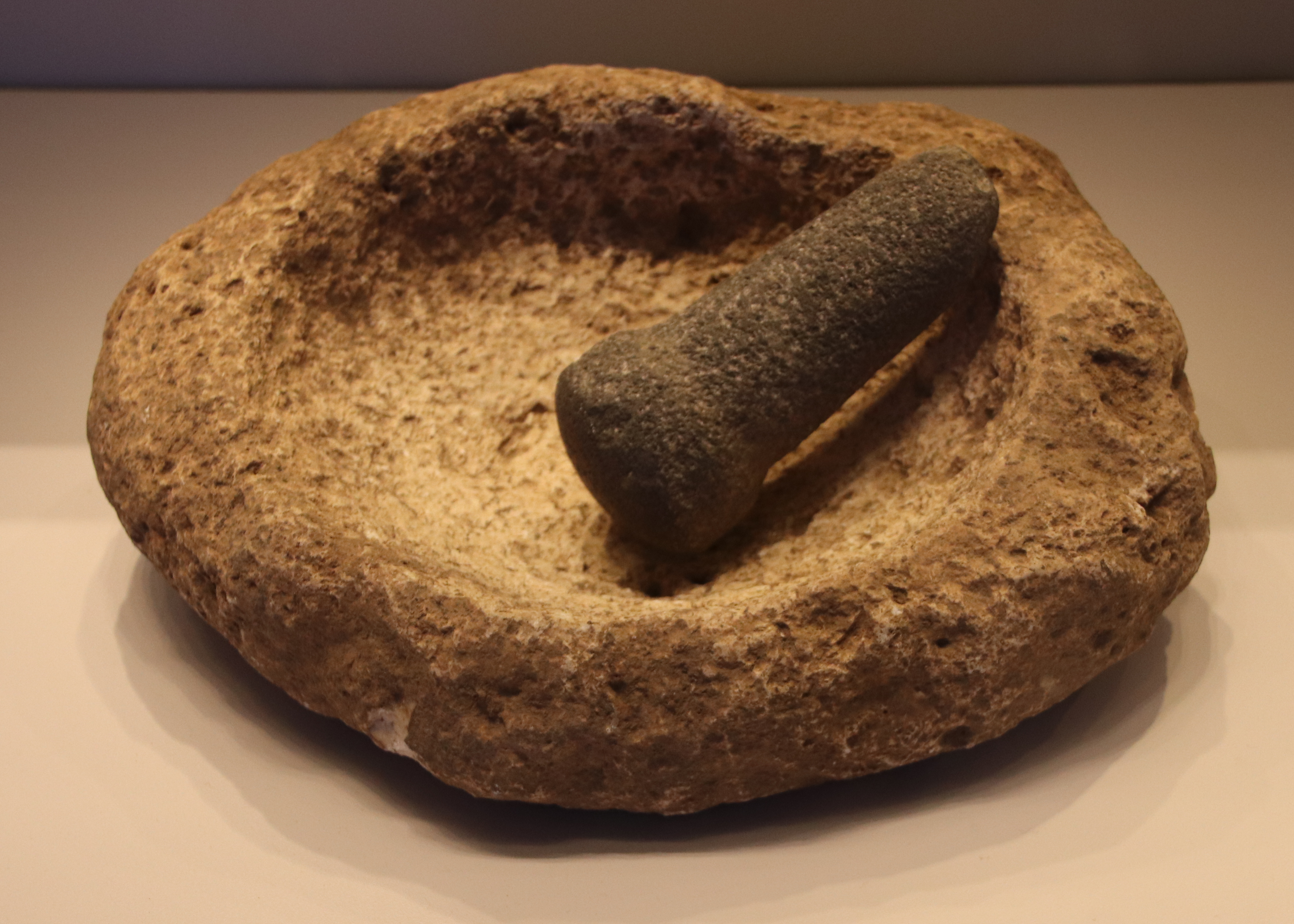
Mortier en basalte et pilon en calcaire provenant de Nahal Oren, Natoufien ancien. Musée d'Israël.

Du côté des plantes, on constate que le Natoufien (qui est classiquement vu comme le moment de l'apparition de groupes sédentaires) voit le développement de structures destinées au stockage de denrées, l'élaboration d'instruments de broyage plus efficaces, permettant sans doute d'aboutir à moudre de la farine et à cuire des sortes de pains. Ces communautés ont peut-être aussi consommé des boissons fermentées, un ancêtre de la bière,. En tout cas, la place que prennent les céréales dans leur subsistance augmente relativement et indique une évolution vers une cueillette sélective. Quelques indices ont poussé à conclure que des formes de « proto-agriculture » puissent être pratiquées à cette époque (notamment le seigle à Tell Abu Hureyra), toutefois ceux-ci ne sont pas déterminants,,. Mais, même avec des changements, les futures céréales « fondatrices » ne représentent à ce stade qu'environ 10 % des restes botaniques retrouvés sur les sites natoufiens. Ainsi, leur place dans la subsistance, qui est de type « spectre large », est encore loin d'être essentielle aux côtés d'autres plantes cueillies (cypéracées, herbes à petites graines, légumes, fruits, dont beaucoup de fruits à coque).

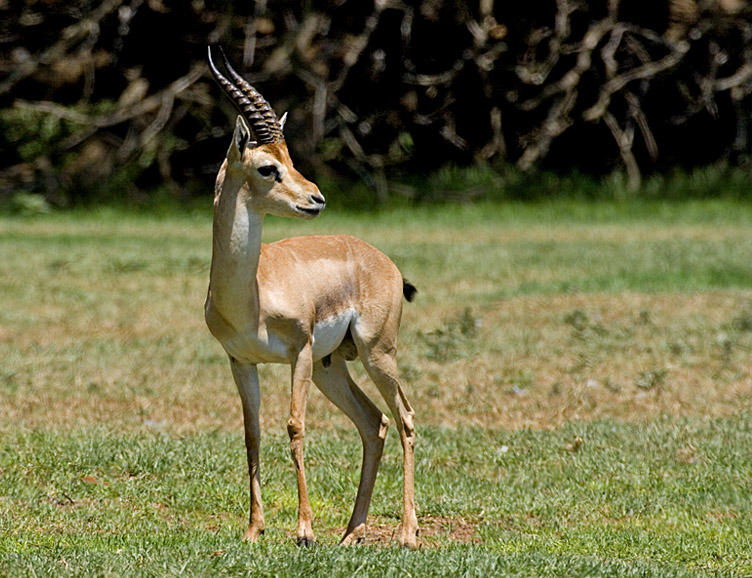
La gazelle de montagne (Gazella gazella), animal le plus chassé par les communautés natoufiennes du Levant, qui a peut-être fait l'objet de tentatives de domestication qui ont échoué.

Le tableau est similaire pour les animaux : les Natoufiens chassent certes beaucoup de gibier, mais ils ont une forte prédilection pour la gazelle. Il a pu être proposé qu'il s'agissait d'une tentative de domestication de cet animal, mais il est plus raisonnable de postuler une chasse sélective qui n'a pas débouché sur une domestication,. Le Natoufien peut alors apparaître comme une phase d'expérimentation, à l'issue de laquelle les humains peuvent déterminer quelles espèces animales et végétales sont les plus appropriées à être domestiquées. Dans le cas de la gazelle cela ne s'est pas avéré concluant, à la différence des céréales, chèvres, moutons et autres espèces qui font aussi l'objet d'une collecte plus intense. 
Le chien domestique semble attesté pour le Natoufien, par sa présence dans deux tombes auprès d'humains, ce qui est vu comme un indice d'un lien affectif impliquant une relation entre maître et animal. Mais, il a été manifestement domestiqué plus tôt et ailleurs. Les chiens ont une fonction d'auxiliaire des hommes, ce qui leur donne une utilité évidente auprès de ceux-ci. Ils sont (avec le chat voire la souris) un cas à part dans le processus de domestication, puisqu'on estime qu'ils se sont sans doute associés d'eux-mêmes des communautés humaines dont ils consomment les mêmes produits (ils sont dits « commensaux »). Ils sont de ce fait sans doute des acteurs de leur propre domestication,.

### Les phases «pré-domestiques»

Localisation des foyers identifiés pour les domestications des céréales au Proche-Orient : agriculture pré-domestique (italique) et domestications morphologiques (droit).

Le processus de domestication des plantes et des animaux se concrétise durant le PPNA et le PPNB ancien (v. 9500-8500 av. J.-C.). Ces phases correspondent au début de l'Holocène, qui voit la fin de la phase de rafraichissement du Dryas récent et la mise en place d'un climat sans doute plus propice à la pérennisation des pratiques agricoles. Ce sont les périodes pour lesquelles plusieurs sites archéologiques portent des témoignages du développement d'une agriculture « pré-domestique »,.
Dans les reconstitutions proposées par les chercheurs, ces derniers considèrent qu'une cueillette sélective et plus intensive des céréales et légumineuses a pu déboucher des premières tentatives de contrôle de leur reproduction afin de sécuriser ou augmenter les ressources alimentaires. Celle-ci prendrait la forme d'une culture « pré-domestique » extensive, reposant sur plusieurs plots de culture dispersés qui ne nécessitent pas un entretien poussé et ne sont pas cultivés chaque année, comme cela se fait dans des communautés de chasseurs-cueilleurs étudiées par des ethnologues à l'époque contemporaine. Cela passe donc par un début de manipulation et de modification de l'environnement naturel par les hommes, qui va en s'accentuant au fil des expérimentations. Les céréales sont plutôt récoltés tôt, avant que ne se produise la dispersion des grains des variantes sauvages qui sont encore dominantes. C'est un phénomène « opportuniste, flexible dans sa pratique et, de plus, dispersé spatialement » qui a donc pu prendre différentes modalités, comme planter des céréales qui poussent à proximité du site à l'état naturel, ou bien en apporter en dehors de leurs espaces naturels,. À ce stade, la sélection des espèces se fait de façon inconsciente. La culture des plantes n'est donc pas à proprement parler une « invention », mais plutôt le résultat de l'imitation par les humains de ce qu'ils ont observé dans la nature.
Il faut en tout cas laisser de côté l'idée d'une évolution rapide et aussi celle d'un processus linéaire, sans à-coups : les domestications sont sans doute issues de nombreuses tentatives, les indices épars de pré-domestications comprennent sans doute des changements involontaires et des expérimentations avortées. Depuis le début des années 2000, l'opinion qui tend donc à dominer chez les spécialistes des domestications est qu'un processus décisif est entamé au PPNA, vers 9500 av. J.-C. et met en gros un millénaire à se concrétiser, voire plus. C'est en tout cas pour des sites de cette période qu'il est proposé pour la première fois d'identifier à partir de la méthode du faisceau d'indices la présence d'une agriculture « pré-domestique », donc avec des céréales et légumineuses morphologiquement sauvages,. Ces sites candidats pour ces premières domestications se situent au Levant, dans la région du Moyen-Euphrate (Jerf el Ahmar, Tell 'Abr 3, Mureybet), au Levant sud (Zahrat adh-Dhra' 2, Guilgal, Netiv HaGdud), aussi en Anatolie du sud-est (Çayönü) et un cas dans le Zagros occidental (Chogha Golan),. Ces découvertes tendent à invalider l'hypothèse d'un seul et unique foyer pour toutes les domestications à l'échelle du Proche-Orient. Les interactions entre groupes jouent un rôle important, les migrations et les échanges permettant de mettre en commun les changements accomplis en différents endroits.
Bien que leurs fruits soient consommés, les arbres fruitiers ne semblent pas faire l'objet de tentatives de domestication au Néolithique, ou du moins elles n'aboutissent pas. Une forme de culture du figuier a été proposée pour la vallée du Jourdain dès le PPNA, mais cela n'a pas vraiment convaincu. Quand bien même ce serait avéré, cela constituerait un cas isolé. Au mieux à cette époque est pratiquée une forme de contrôle des arbres poussant à proximité des villages et de leur propagation, afin que leurs fruits soient plus aisément récoltés. Exposer cette situation permet aussi de révéler en filigrane les atouts des plantes domestiquées à cette époque : le cycle végétatif des arbres, qui suppose d'attendre quelques années après la plantation de l'arbre avant qu'il ne soit productif, alors que les céréales et légumineuses le sont dès l'année de leur plantation ; la pollinisation des arbres, qui se fait en général par fécondation croisée (allogamie), est complexe à contrôler, car il faut a minima maîtriser le bouturage et le marcottage pour les multiplier, alors que les céréales et légumineuses se reproduisent par autofécondation (autogamie) et il suffit de les semer pour les faire pousser.
Concernant la domestication des animaux, la vision traditionnelle était celle d'une prise de contrôle des animaux par les hommes, mais les scénarios qui l'ont remplacé ont rééquilibré la relation entre les deux : il s'agit davantage de « l'intensification d'une relation écologique ou culturelle préexistante, renforcée par l'intentionnalité humaine » (J.-D. Vigne). Certains avancent même l'idée que les animaux sont eux-mêmes les décisionnaires de leur propre domestication (une « auto-domestication »), vision qui reste minoritaire. À ces époques, il n'est pas possible de déterminer quelle est la part du conscient et de l'inconscient dans la sélection des animaux, donc si les groupes humains ont dès le début cherché à contrôler la reproduction des femelles. Comme pour les plantes il ne s'agit en tout cas pas d'une « invention », mais des conséquences des nouvelles manières qu'ont les humains d'interagir avec leur environnement. 

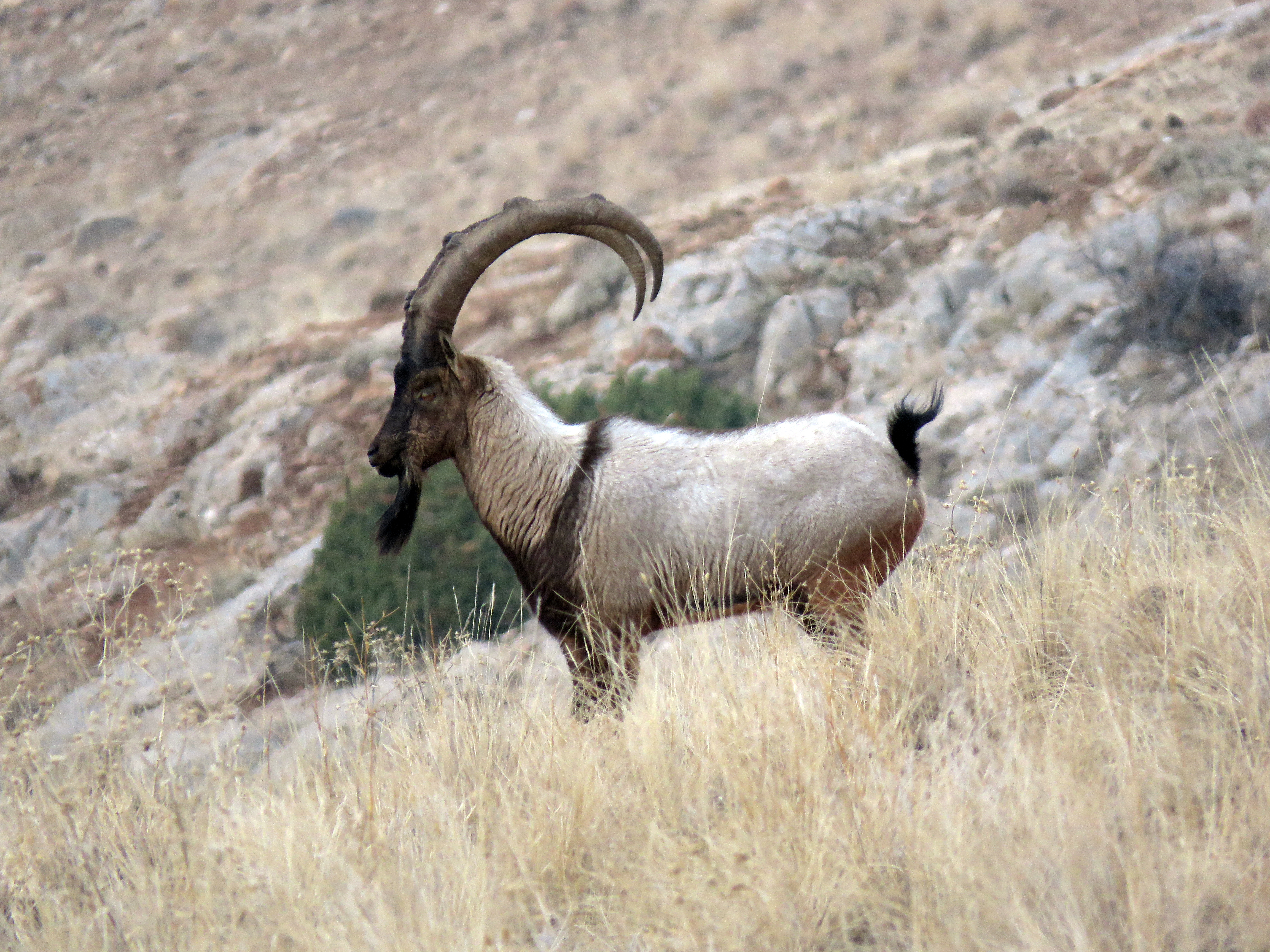
La chèvre sauvage, espèce dont dérive la chèvre domestique.

La domestication animale semble dériver les pratiques de chasse sélective du Paléolithique final, qui privilégient un nombre limité d'espèces (la gazelle et la chèvre sauvage notamment) puis conduisent à des tentatives de contrôle après captures d'individus isolés (plutôt jeunes) ou bien de troupeaux de différentes espèces sauvages : mouflon oriental, chèvre sauvage (égagre), aurochs, sanglier. Ce sont des espèces grégaires, sociables et habituées à vivre en groupes, ce qui facilite leur intégration. Cela débouche sur des apprivoisements, qui conduisent progressivement vers des domestications à proprement parler avec un contrôle de la reproduction et l'apparition des espèces domestiquées, à savoir le mouton, la chèvre, la vache et le cochon. Pour les gazelles il est possible de supposer que le processus se soit arrêté à l'apprivoisement. De fait tous les animaux ne sont pas « domesticables »,,. 
Le début du processus de domestication des animaux est difficile à déceler dans la documentation. Force est de constater en tout cas par endroits au début du PPNA (v. milieu du Xe millénaire av. J.-C.) un essor de la chasse sélective qui peut concerner une grande quantité d'individus d'une même espèce (la gazelle à Mureybet) et pour la fin du PPNA et le début du PPNB (v. 9000 av. J.-C.) on suppose un début de contrôle (management) des troupeaux de moutons dans les piémonts de l'arc Taurus-Zagros (par exemple à Körtik Tepe), vers 9000 av. J.-C. ou peu après, peut-être des bovins à Jerf el Ahmar sur le Moyen-Euphrate un peu avant. M. Zeder considère que le processus de domestication des animaux est entamé dès 9500 av. J.-C., en même temps que celui des plantes.
Les débuts des domestications ne débouchent pas immédiatement sur des économies agricoles à proprement parler, où la subsistance des communautés dépend principalement de l'agriculture et de l'élevage. Les sociétés du PPNA et du début du PPNB restent au contraire très majoritairement dépendantes de la chasse et de la cueillette, qui reste la forme de subsistance principale au Proche-Orient. Les sites où l'agriculture prédomine dès cette époque semblent rares, les lieux où elle se développe ont plutôt un profil mixte (entre 25 % et 75 % de la subsistance dépendant de l'agriculture).

### La conclusion des domestications
Après les premières expérimentations et leur pérennisation, le phénomène se consolide durant le PPNB moyen et récent (après environ 8500 av. J.-C.). La pratique de l'agriculture et de l'élevage se diffuse vers d'autres régions et les espèces domestiques du point de vue de la morphologie apparaissent,.
Les premières espèces de plantes morphologiquement domestiques sont attestées vers 8500 av. J.-C., notamment le blé et l'orge. Les conclusions de la plupart des études récentes sont qu'ils apparaissent dans plusieurs régions en même temps, à rebours de l'opinion répandue auparavant d'un foyer unique, localisé entre l'Anatolie du sud-est et le Levant nord. Aux traces d'agriculture pré-domestique succèdent celles des premières céréales domestiques, identifiées au Levant nord (Halula présente des variétés domestiques), Anatolie du sud-est (Cafer Höyük, Çayönü, Nevalı Çori), au Levant sud (Ain Ghazal, Jilat 7 et Tell Aswad), en Anatolie centrale (Aşıklı Höyük, Bonçuklu), dans le Zagros (Chia Sabz, Ganj Dareh, Chogha Golan) et à Chypre (Mylouthkia). L'étendue géographique est donc importante, ce qui laisse supposer plusieurs épisodes de domestication indépendants pour une même plante. Il est de ce fait possible que l'agriculture pré-domestique du PPNA se trouvait aux mêmes endroits. Cela semble au moins confirmé dans plusieurs cas,,,. Les études génétiques semblent notamment corroborer la domestication de l'orge dans le Zagros, perspective qui est longtemps parue incongrue.

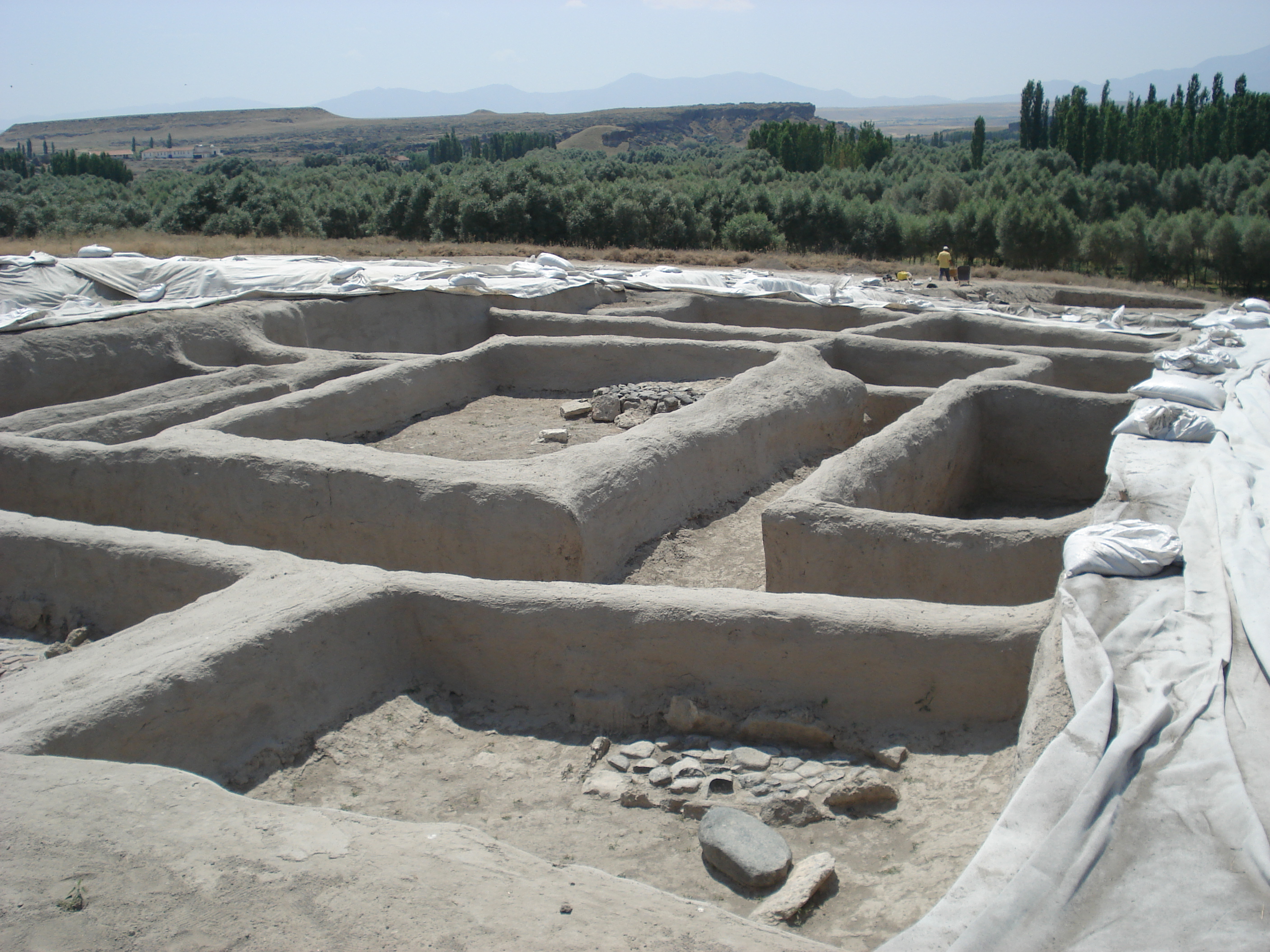
Ruines de maisons d'Aşıklı Höyük (Turquie).

Pour les animaux, les traces d'une gestion des troupeaux de type domestique (du « bétail », ou des « animaux de rapport ») émergent au PPNB ancien. Les modifications morphologiques sont perceptibles en gros à partir de 8700-8200 av. J.-C. pour les quatre espèces concernées (moutons, chèvres, vaches et cochons). C'est avant tout documenté sur les sites du Moyen-Euphrate et d'Anatolie du sud-est, dont les habitants semblent jouer un rôle moteur dans la domestication animale. Mais un peu comme pour les plantes, l'hypothèse de domestications dans plusieurs régions a pris plus de consistance, au moins pour les chèvres et les moutons, les premiers animaux domestiqués. Ainsi, on retrouve des traces de contrôle poussé des chèvres au Levant central (Tell Aswad). On suppose, par ailleurs, d'autres foyers, études génétiques à l'appui, dans le Zagros (Ganj Dareh) et au Levant sud. Les moutons sont domestiqués en Anatolie du sud-est, mais ils sont peut-être aussi domestiqués en Anatolie centrale (Aşıklı Höyük) vers la même période. Quant aux bovins et sangliers, ils paraissent être courants sur les sites de la région du Haut Tigre et du Haut Euphrate (Cafer Höyük, Çayönü, Nevalı Çori), leur foyer unique de domestication en l'état actuel des connaissances, que vers la fin du VIIIe millénaire av. J.-C. et même encore plusieurs siècles à se diffuser. Ce n'est qu'à la fin du Néolithique précéramique, dans la seconde moitié du VIIe millénaire av. J.-C., que les quatre ongulés domestiqués se retrouvent dans toutes les régions du Moyen-Orient,,.
Le PPNB voit donc la consolidation et la cristallisation d'une agriculture mixte, mêlant un socle de culture de céréales et de légumineuses domestiquées au quatuor d'ongulés domestiqués, qui devient caractéristique du Néolithique proche-oriental et de ses dérivés, notamment celui d'Europe. Elle repose sans doute sur une forme de culture pratiquée sur des plots mêlant plusieurs plantes et les alternant, complétée par une élevage à petite échelle apportant des compléments alimentaires appréciables. Tout cela constitue un système de subsistance robuste et résilient. Il est de plus souvent mis en avant qu'il existe des complémentarités entre l'agriculture et l'élevage naissants, qui ne sont pas forcément accidentelles et confèrent à cette première agriculture son caractère « agro-pastoral » : l'homme consomme les grains des plantes domestiquées mais ne peut assimiler la cellulose de leurs tiges, à la différence des ruminants domestiqués, ce qui permet un partage harmonieux des produits des récoltes ; et les animaux fournissent en retour du fumier pour fertiliser les champs. Il semble d'ailleurs que les sites où la culture des plantes se développe le plus sont aussi ceux où le développement de l'élevage caprin est le plus rapide.
Chypre présente un cas d'étude intéressant pour mettre en relations évolutions à grande échelle et spécificités locales, identifiées sur le site de Shillourokambos : des animaux sauvages sont manifestement importés du continent avant la domestication (sangliers, puis chèvres, bovins, daims), ce qui témoigne de pratiques de gestion d'animaux sans domestications ; il est en tout cas assuré que des ongulés domestiqués arrivent durant les dernières phases du PPNB. Pour ce qui est des spécificités locales, on suppose une domestication locale de la chèvre, une chasse intensive du daim (après l'avoir « importé » sur l'île) qui ne se retrouve pas ailleurs. Les bovins domestiqués importés du continent disparaissent vite. D'autres considèrent que les animaux doivent y arriver domestiqués dès les premières époques. Quoi qu'il en soit ce cas d'étude est éclairant sur le fait que les domestications se produisent « dans le contexte d'efforts humains systématiques à grande échelle visant à modifier les environnements locaux et les communautés biotiques afin d'accroître les ressources végétales et animales d'intérêt économique, une pratique qui a été caractérisée comme une construction de niche humaine ou une ingénierie d'écosystème » (M. Zeder).
C'est dans le contexte chypriote qu'apparaît la plus ancienne attestation de chat potentiellement domestique (issu du chat ganté). Comme les chiens, ils se sont sans doute associés d'eux-mêmes aux humains pour profiter de leurs ressources alimentaires, avant d'être acceptés et accueillis par ceux-ci. Ce cas reflète le développement de la relation de commensalisme durant l'époque néolithique en raison de la sédentarisation des groupes humains : des rongeurs (notamment la souris domestique) colonisent les villages et y entraînent la venue de leurs prédateurs qui sont aussi des commensaux des humains (félins, aussi renards), dont le chat en particulier tire profit.

## Les causes des débuts de l'agriculture
Ce qui a pu amener les communautés villageoises du Proche-Orient à domestiquer plantes et animaux au Xe millénaire av. J.-C. et au IXe millénaire av. J.-C. est au cœur des débats à propos des causes de la Néolithisation et constitue plus largement l'une des grandes questions en rapport avec l'évolution des sociétés humaines. La problématique étant en général envisagée de manière à comprendre pourquoi les humains abandonnent le mode de vie de chasseurs-cueilleurs qui leur a permis de survivre pendant plusieurs centaines de milliers d'années.

### Une cause principale ou de multiples facteurs?
Plusieurs propositions de scénarios de domestication ont été faites sans toutefois dégager de consensus général. Certaines propositions reposent sur une cause principale, d'autres sur la combinaison de plusieurs facteurs et mobilisent, selon les cas, des critères environnementaux, sociaux et culturels envisagés séparément ou de manière combinée. Faisant le point sur l'état de la question à l'échelle mondiale en 2014, G. Larson et al. considèrent que :

« Expliquer les origines de l'agriculture reste l'une des questions les plus controversées pour les spécialistes des sciences sociales. Peu contestent que l'interaction entre le climat, la démographie humaine et les systèmes sociaux à travers le temps et l'espace a joué un rôle important. Bien que certains considèrent que les principaux facteurs moteurs sont des tendances de changement climatique et écologique, d'autres plaident pour la primauté des impératifs et des changements sociaux au sein des systèmes sociaux. Plus généralement, certains chercheurs ont affirmé qu'aucune explication n'est susceptible d'être universellement applicable, tandis que d'autres ont adopté une approche explicitement comparative, identifiant des processus parallèles et explorant des traits sous-jacents communs. »

De fait, de nombreuses explications traditionnelles ne prennent en compte qu'un facteur principal et déterminant pour expliquer les changements conduisant vers l'adoption de l'agriculture (un « premier moteur ») : le climat, l'environnement, la démographie, la compétition sociale, etc. À rebours de cette approche, d'autres interprétations systémiques ou multi-factorielles, développées surtout à partir des années 1960, refusent de ne considérer qu'un facteur premier expliquant les débuts de l'agriculture. Elles envisagent les sociétés humaines comme des systèmes (idée reprise à la cybernétique) dans lesquels différents facteurs interagissent et sont susceptible d'influencer les innovations, suivant des modalités diverses, ce qui a notamment conduit aux idées de « co-évolution » des plantes et des humains. Les décisions des humains jouent un rôle essentiel dans le processus, notamment à court terme, mais ils sont contraints par les changements environnementaux de long terme. Le phénomène s'inscrit sur une longue période et implique « le climat, la démographie, des décisions économiques rationnelles, des réponses biologiques des plantes et des animaux aux interventions humaines, des opportunités et des tensions sociales, aussi bien qu'une reformulation de la place de l'humanité dans l'univers à travers le rituel et la religion » (M. Zeder et B. Smith).

### Subsistance
Selon l'opinion courante, les domestications ont, avant tout, pour but de stabiliser ou d'accroître les ressources en nourriture des hommes. Ce facteur, même s'il n'est pas le déclencheur initial, intervient dans la plupart des explications proposées. À la connaissance des chercheurs, les plantes et animaux sont essentiellement domestiqués pour l'alimentation, même si cela semble moins évident pour les animaux puisque la chasse reste longtemps l'apport majeur en viande. Le lait est peut-être aussi consommé et il ne faut pas exclure la possibilité que les « produits secondaires » animaux aient joué un rôle dès le début : la laine des moutons et les poils des chèvres ont pu être utilisés de façon importante dès le Néolithique et les déjections ont pu servir d'engrais,,,. 
Néanmoins il apparaît que les sociétés de chasseurs-cueilleurs pouvaient très bien subsister sans pratiquer d'agriculture ou d'élevage. Il y a même des arguments permettant d'estimer que l'économie des agriculteurs-éleveurs n'est pas forcément plus avantageuse en termes d'alimentation que l'économie des chasseurs-cueilleurs. Elle est même moins bonne pour ceux qui suivent M. Sahlins et considèrent que la seconde correspond à un « âge d'abondance »,. Les études trans-périodes menées sur les restes humains du Levant sud semblent indiquer que, dans un premier temps (PPNA et premières phases du PPNB), l'adoption du mode de vie néolithique se traduit par une dégradation des conditions de santé, mais qu'avec la meilleure maîtrise du système au PPNB récent la situation s'améliore,,. De plus les propositions reposant sur une motivation de recherche de surplus se heurtent au fait qu'il n'y a pas de structures de stockage importantes sur les sites du Néolithique précéramique.

### Climat
Les changements climatiques globaux qui surviennent à la fin de la dernière glaciation coïncidant avec le processus de néolithisation ont entraîné de profonds changements dans les paysages et l'environnement. Ils ont manifestement joué un rôle dans le processus, au moins en déterminant les possibilités de domestications, en préparant le terrain pour celles-ci. 
Les conditions climatiques de l'époque glaciaire et du Dryas récent et, plus largement, l'instabilité climatique du Pléistocène tardif (avant 10000 av. J.-C.) sont sans doute des conditions impropres à la mise en place d'une domestication des plantes, tandis que la phase d'adoucissement du début de l'Holocène et sa stabilité, qui coïncide avec les domestications, pose manifestement des conditions favorables à ce processus. O. Aurenche, J. Kozlowski et S. Kozlowski considèrent ainsi que les hommes de l'Épipaléolithique sont déjà prêts mentalement et matériellement pour la néolithisation, mais que les conditions climatiques ne leur permettent pas de conduire ce processus à son terme avant le début de l'Holocène ; par exemple le Dryas récent aurait anéanti les expériences d'agriculture et d'élevage qui avaient débuté au Natoufien ancien.
D'autres soutiennent l'idée que les évolutions climatiques auraient créé à certaines reprises un « stress » incitant les sociétés à modifier leurs modes de subsistance, établissant donc un lien direct entre les deux. Les premiers modèles développés par Raphael Pumpelly (1908) et Gordon Childe (1928 et après) postulaient un réchauffement et une aridification du climat réduisant les possibilités de subsistance des chasseurs-cueilleurs, les incitant à développer l'agriculture dans les lieux où les conditions sont le plus propices (« théorie des oasis »). Robert Braidwood (1948) a transporté le milieu le plus favorable au développement de l'agriculture dans les contreforts du Zagros et du Taurus (« théorie des flancs vallonnés »). Ces modèles reposaient cependant sur des données climatiques limitées et ont été abandonnés. Mais, les progrès des connaissances sur les climats anciens ont permis d'affiner des liens entre ceux-ci et les débuts de l'agriculture. O. Bar-Yosef  considère ainsi que certaines communautés natoufiennes confrontées au refroidissement lié au Dryas récent auraient cherché à intensifier l'exploitation de leur niche écologique, en tirant parti de toutes les options possibles, y compris l'agriculture, ce qui aurait conduit aux domestications sur la longue durée.

### Sédentarité et pression démographique

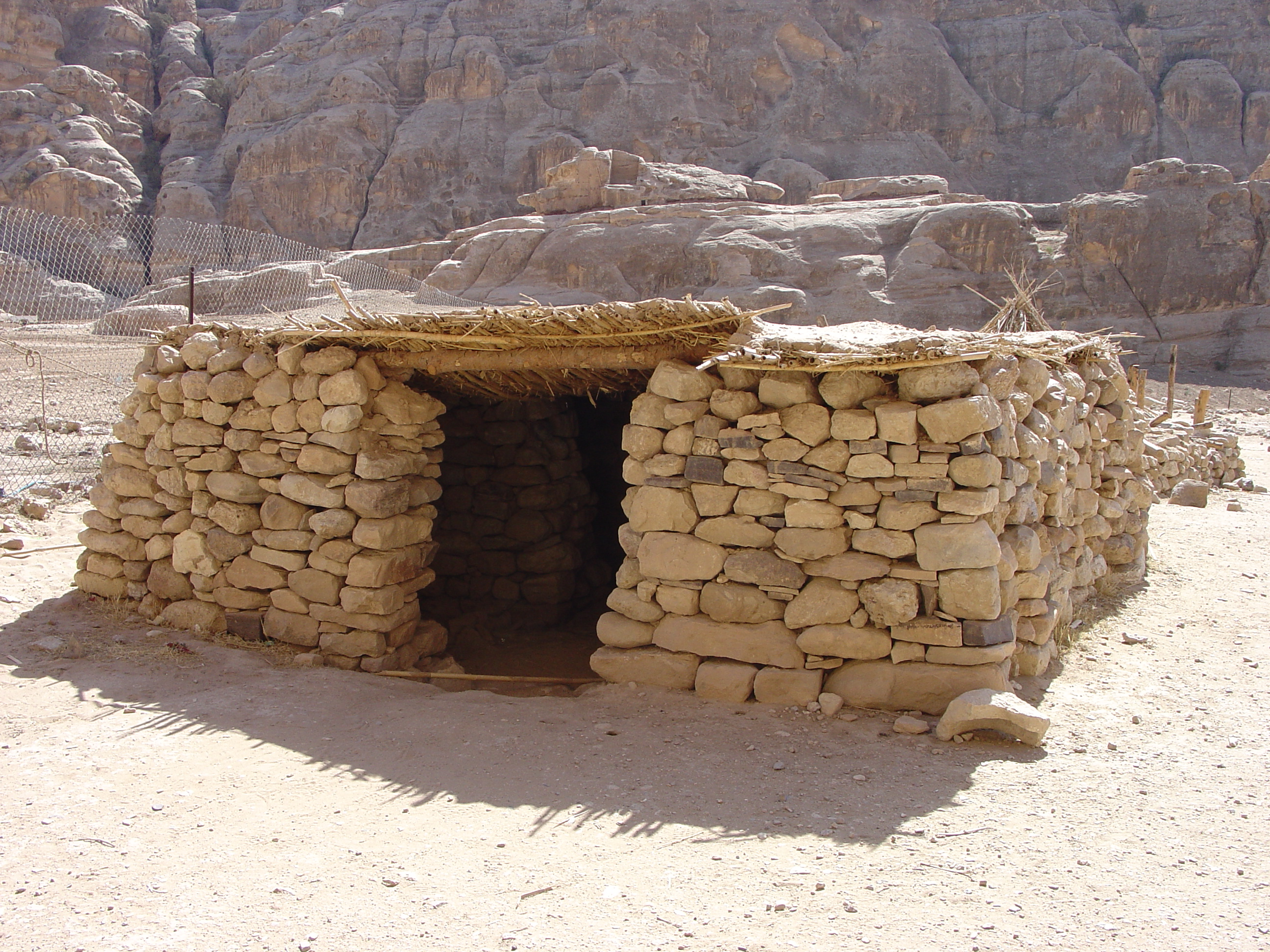
Reconstitution d'une maison rectangulaire néolithique à Beidha en Jordanie.

Le facteur démographique est souvent présenté comme un facteur expliquant l'apparition de l'agriculture.
La sédentarité est au moins vue comme une condition nécessaire à l'émergence de l'agriculture, puisque les domestications se produisent dans un contexte de sociétés de chasseurs-cueilleurs sédentarisées ayant pour ressources les plantes et les animaux qui font partie des espèces « fondatrices ». Mais elle n'est généralement pas vue comme une cause directe. Néanmoins il y a des éléments laissant à penser que des facteurs liés à la sédentarité peuvent avoir stimulé des expérimentations de contrôle des plantes et animaux conduisant aux domestications. La volonté d'augmenter les ressources par une agriculture venant en complément de la collecte peut aussi résulter d'une recherche d'une plus grande sécurité alimentaire, afin de rendre viable le mode de vie sédentaire ; la sédentarité aurait alors préparé l'agriculture. 
Mais l'impact supposé de la sédentarité est plus souvent indirect par l'influence qu'elle aurait eue sur la pression démographique : elle semble causer une augmentation de la fécondité et donc de la population, une plus grande exploitation des milieux environnant les communautés villageoises et, sur un plus long terme, entraîner une plus grande pression sur l'accès aux ressources alimentaires. Tout cela aurait incité à la recherche de nouvelles solutions, donc au développement de l'agriculture et de l'élevage.
L'idée qu'une forme de surpopulation due à une augmentation de la population durant l'Épipaléolithique (que la cause soit la sédentarité et/ou le climat, ou autre) ait pu créer un « stress » et entraîner un changement dans les pratiques de subsistance est en effet courante. Les scénarios qui sont les plus représentatifs de cette idée sont le « modèle d'équilibre » (equilibrium model) de L. Binford et la « révolution du large spectre » (broad spectrum revolution) de K. Flannery : les communautés en croissance démographique doivent partager des ressources alimentaires constantes entre un plus grand nombre d'individus et les obtenir sur un espace plus restreint. C'est ainsi qu'elles modifient leur pratiques de subsistance (intensification, spécialisation, ou diversification), ceci conduisant en fin de compte à l'agriculture et à l'élevage (notamment chez ceux qui migrent vers des espaces moins généreux en ressources). Ce type de scénario est surtout proposé pour le Levant sud où on suppose une croissance démographique en raison de l'essor du nombre de sites au Natoufien et au PPNA. 
D'autres critiquent ces propositions car, pour eux, rien n'indique clairement que le monde pré-néolithique est « plein », que les chasseurs-cueilleurs de l'époque exploitent au maximum les potentialités de leurs milieux et dépassent leur « capacité porteuse » (carrying capacity). C'est-à-dire la population maximale qu'ils peuvent nourrir en fonction des conditions techniques et pratiques agricoles de l'époque. Du reste, la région la plus concernée par ces propositions, le Levant sud, n'est pas le lieu principal des premières domestications, qui concernent plutôt le Moyen-Euphrate, où on constate un habitat peu dense.

### Facteurs sociaux et culturels

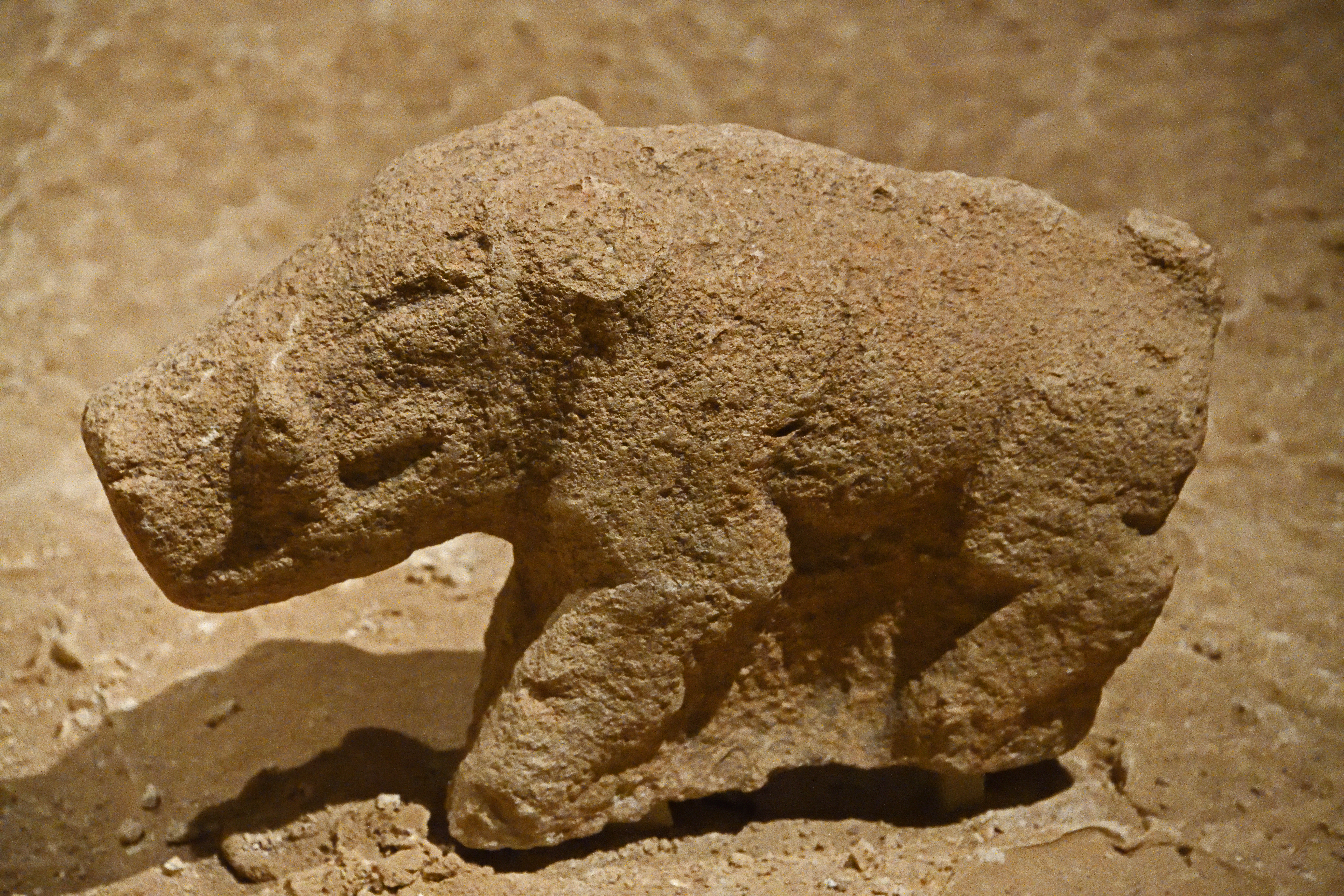
Sculpture de sanglier provenant de Göbekli Tepe. Musée archéologique de Şanlıurfa.

Quand R. Braidwood et G. Willey ont cherché à comprendre pourquoi les chasseurs-cueilleurs n'étaient pas devenus agriculteurs plus tôt, ils ont proposé que c'était parce que la culture n'était pas encore prête. Cela a ouvert la voie à des recherches d'explications culturelles à la néolithisation. Mais c'est surtout à partir des années 1980 que les chercheurs se sont orientées vers les facteurs internes, sociétaux, idéologiques, pour expliquer les débuts de l'agriculture. À tout le moins, il est admis que des changements sociaux et mentaux accompagnent les domestications, même s'il peut paraître vain de tenter de déterminer lesquels sont survenus en premier. 
Les premières propositions d'explications de la néolithisation partaient du principe que les premiers agriculteurs avaient dû apprendre le fonctionnement de la germination des plantes pour débuter l'agriculture et qu'ils ont élaboré des outils plus efficaces que ceux des phases antérieures. Ces idées ont été remises en cause depuis : il y a bien moins d'écart de savoirs et de techniques entre eux et les derniers chasseurs-cueilleurs que les chercheurs ne l'ont longtemps pensé. Désormais il est admis que les humains du Paléolithique supérieur avaient au moins une vague connaissance de la manière dont pouvaient se reproduire les plantes et donc avaient potentiellement les moyens de mettre au point une agriculture. Ils l'ont peut-être fait mais, en raison de tentatives manquées, cela ne débouche pas sur une séquence continue menant à la domestication morphologique. De ce fait, à l'encontre des propositions de Braidwood et Willey, certains considèrent que l'homme était matériellement — si ce n'est pas culturellement — prêt bien avant le Néolithique.

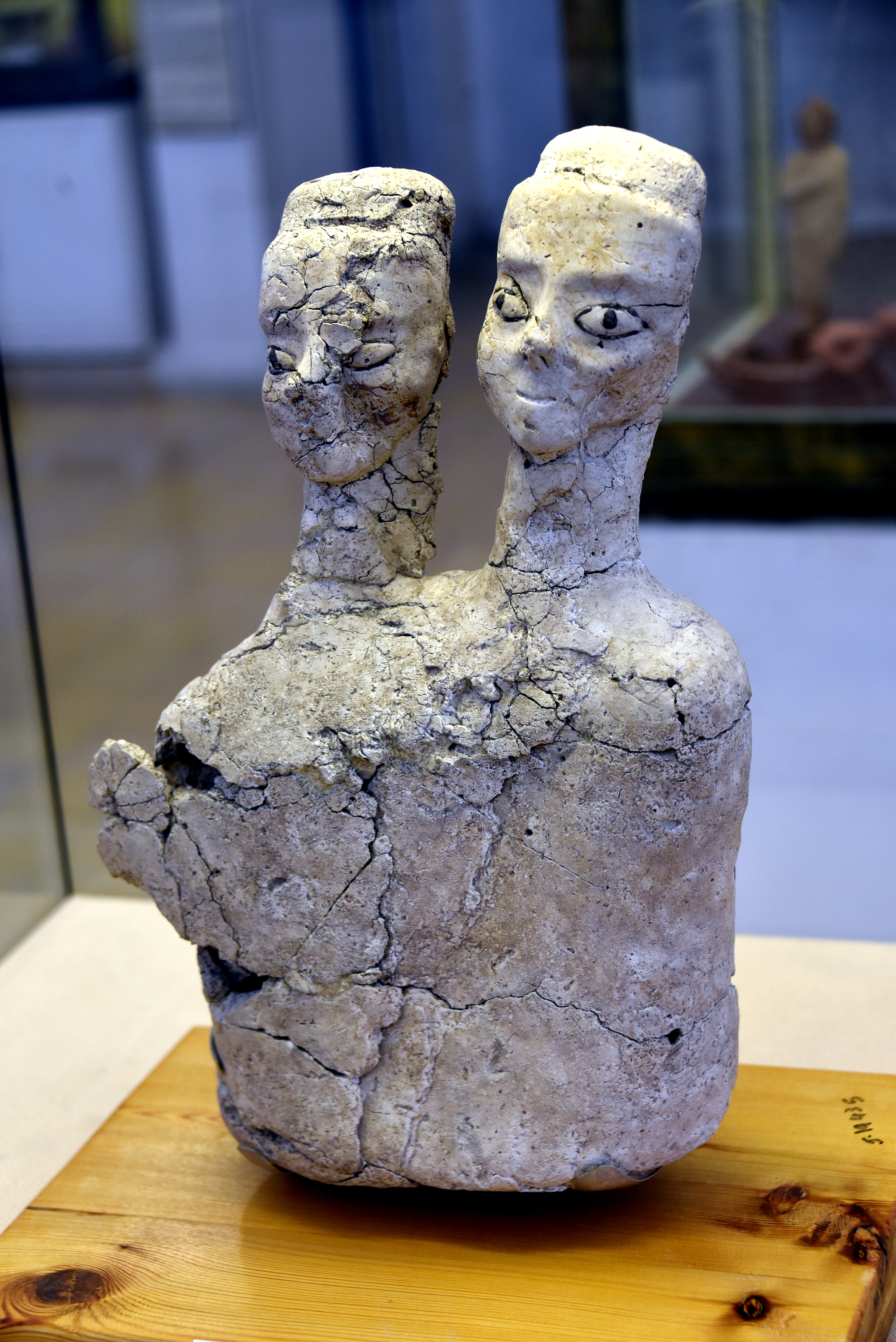
Statuette à double tête provenant d'Ain Ghazal, PPNB tardif (v. 6500 av. J.-C.). Musée archéologique de Jordanie.

Parmi les plus travaux les plus influents sur l'approche culturelle et religieuse, ceux de J. Cauvin font dériver la néolithisation d'une « révolution des symboles » survenue au début du PPNA (Khiamien), ce qui le conduit à rejeter toute explication matérialiste et à proposer de chercher l'origine de l'agriculture comme l'« inauguration d'un comportement nouveau des communautés sédentaires face à leur milieu naturel » et de l'élevage comme le produit d'« un désir humain de domination des bêtes ». Ce modèle n'a pas vraiment été suivi tel quel puisqu'il suppose notamment un foyer unique à la néolithisation, ce qui est devenu de moins en moins convaincant au fil du temps. En outre, il n'explique pas l'origine de la révélation idéologique sur laquelle il repose. Mais à la suite de Cauvin l'étude de la religion néolithique a pris plus d'importance et plus largement l'idée que les explications matérialistes ne suffisent pas s'est répandue. 
D'autres explications culturelles ou du moins sociales à l'origine du Néolithique ont été avancées, en particulier celles postulant que la compétition et les rivalités pour la domination sociale ont joué un rôle dans l'essor de l'agriculture. Ainsi pour B. Hayden, il faut chercher l'origine des domestications dans des pratiques festives organisées par les élites sociales pour renforcer leur prestige et leurs relations sociales, dans un contexte compétitif : afin de redistribuer plus de nourriture et de boissons à la communauté et en dehors, il y a eu une incitation à produire des surplus alimentaires et donc à développer l'agriculture et l'élevage. Là encore il est jugé que les arguments pour valider ce scénario sont limités. 
Ces problématiques renvoient aux questionnements sur la part des connaissances et de l'intentionnalité dans le processus : les humains ont modifié de façon plus ou moins consciente leur environnement et leur rapport avec les plantes et les animaux. Ils ont élaboré et se sont transmis tout un ensemble de connaissances sur les cultures et l'élevage (aménagement et travail du sol, outillage agricole, apport artificiel d'eau, sélection des individus, castration des animaux, etc.). Ce sont, bien qu'ils soient difficiles à approcher, des éléments-clés pour comprendre le processus de domestication.

## L'agro-pastoralisme du Néolithique proche-oriental
L'économie agricole s'élabore progressivement autour des villages néolithiques à la suite des premières domestications. Il en résulte des systèmes économiques reposant sur l'agriculture et l'élevage, une économie qui a pu être définie comme « agro-pastorale » (ou agriculture « mixte »), parce que l'élevage y est pleinement intégré à la culture des plantes,. 

### L'importance croissante de l'agriculture

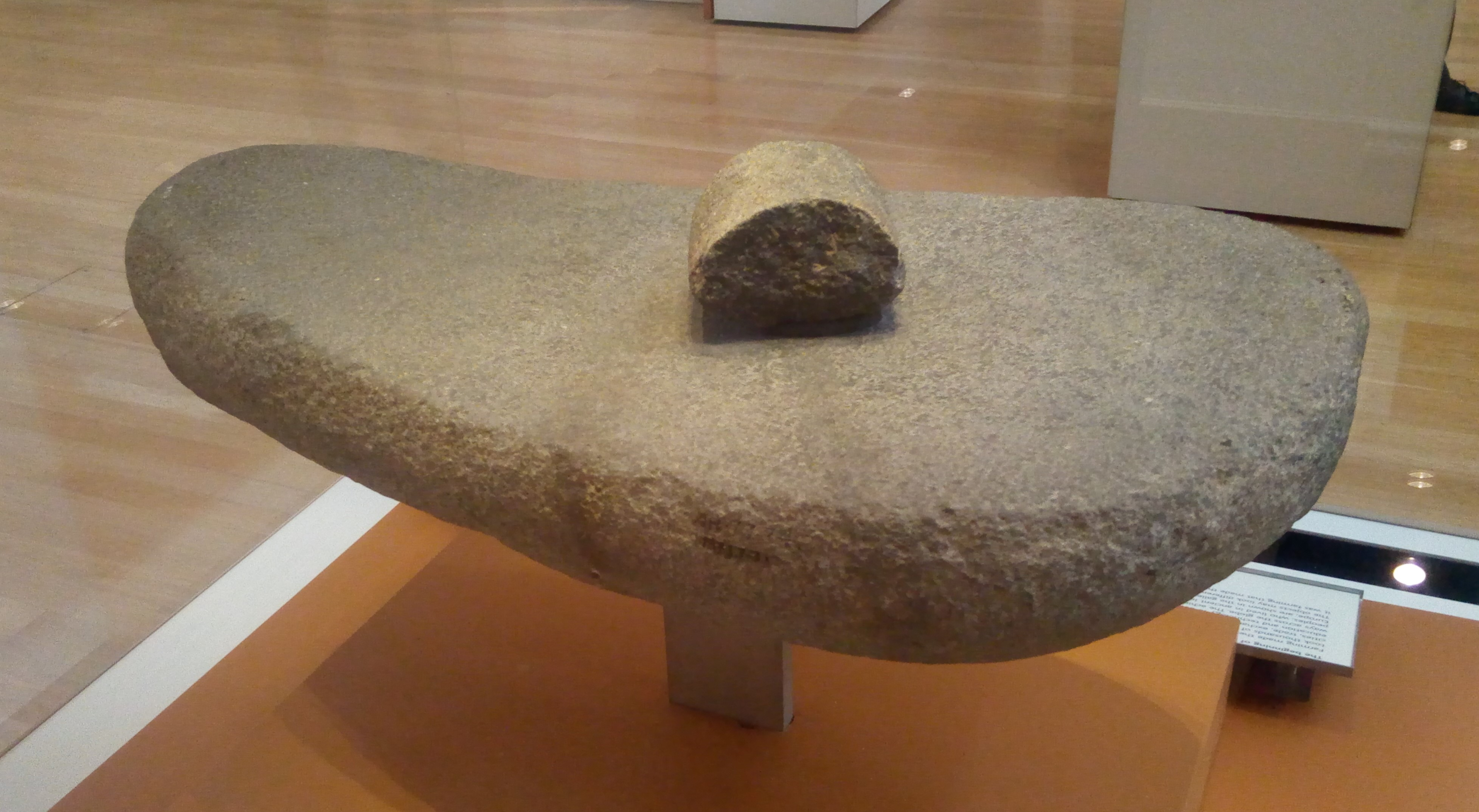
Petite et grande pierre servant à moudre des grains, Abu Hureyra, v. 9500-9000 av. J.-C. British Museum.

La cueillette et la chasse ne disparaissent pas avec les domestications conduites à leur terme, ne serait-ce que parce que bien des espèces animales et végétales consommées par l'homme ne sont pas domestiquées. Par exemple, le gland est sans doute un complément alimentaire utile en cas de mauvaise récolte de céréales. Néanmoins, durant les périodes tardives du PPNB apparaissent de grands villages dont la subsistance de leurs habitants est complètement dépendante des ressources agricoles et de l'élevage de la chèvre,. Les subsistances reposant principalement sur l'agriculture deviennent de plus en plus nombreuses après 6500, même si celles ayant un profil mixte restent nombreuses. En revanche les sites où l'économie repose principalement sur la collecte se raréfient. C'est aussi à cette période que les sociétés néolithiques se diffusent le plus rapidement.
Les historiens considèrent généralement que, vers la fin du PPNB ou le début du Néolithique céramique, la chasse tend à ne plus avoir qu'un rôle accessoire dans l'alimentation. Elle devient une activité avant tout symbolique, même si elle reste importante dans certaines régions jusqu'à la fin du Néolithique (par exemple la chasse de la gazelle et de l'hémione en Syrie du nord et dans l'Iran du nord) et suffisamment intense pour entraîner la disparition de certaines espèces. Au PPNB final dans le sud-est du désert de Jordanie (v. 7000 av. J.-C.), dans le secteur de Jibal al-Khashabiyeh, se développe une forme de chasse massive de la gazelle par l'utilisation de pièges à grande échelle (les « Desert kites »). Ces pièges, associés à des campements et installations rituelles, témoignent d'une forme de développement vers une intensification de l'exploitation des ressources animales qui dévie toutefois du modèle classique de néolithisation. 
Quant à la cueillette, elle peut rester importante même bien après les domestications. Ainsi une étude portant sur le site de Çatal Höyük a indiqué qu'environ 50 % des restes végétaux trouvés dans trois espaces domestiques pour la période 6700-6300 av. J.-C. sont sauvages. Même si une partie d'entre eux a pu être collectée pour de l'artisanat ou des remèdes médicaux, cela indique que, sur ce site, l'alimentation dépend encore pour une part importante de la cueillette.

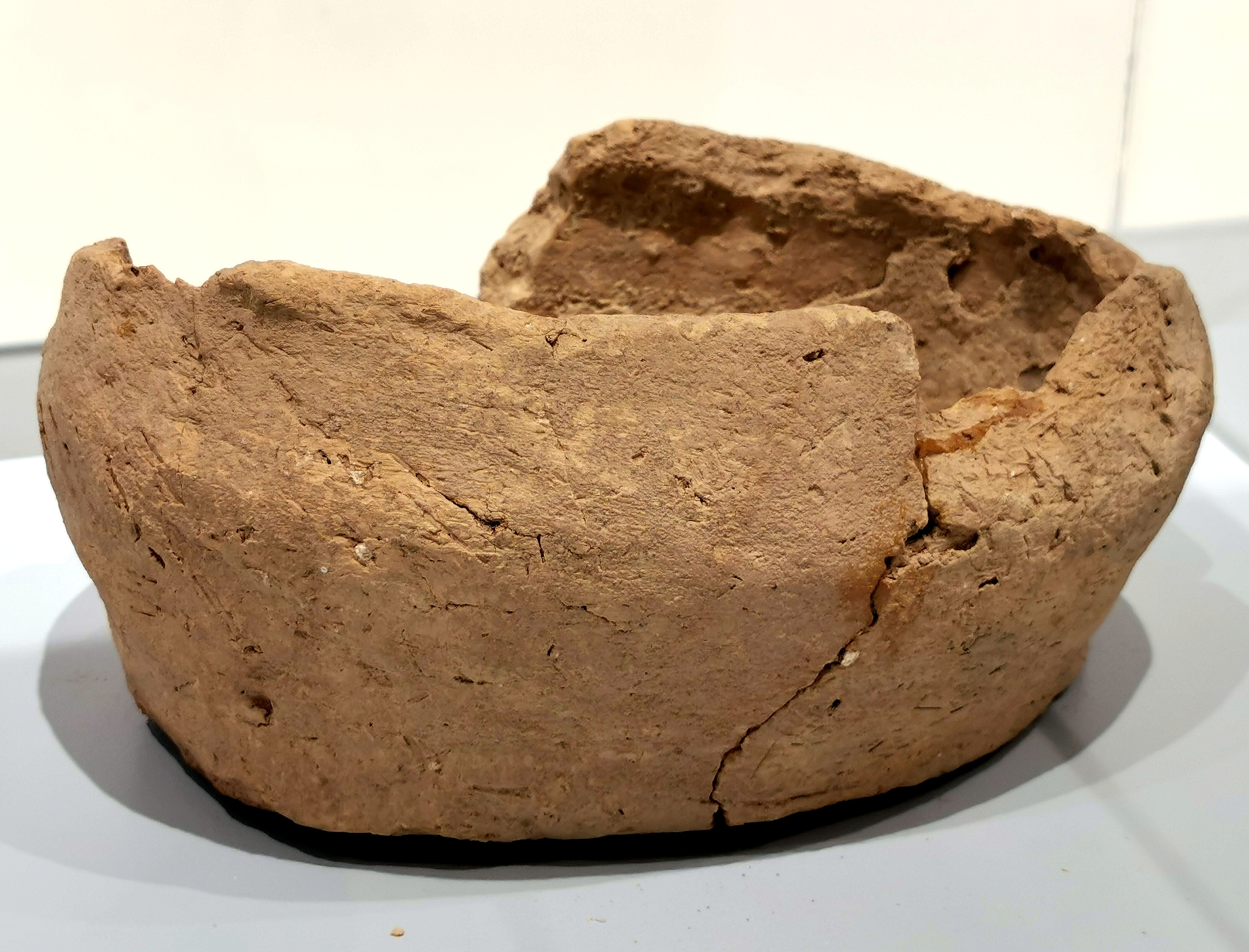
Bol en terre cuite provenant de Jarmo, Musée de Souleimaniye.

Le développement de la céramique durant cette période a manifestement un lien avec l'essor de l'économie agricole et avec la consommation de ses produits, les fonctions des céramiques semblant déterminées progressivement par ceux qui les fabriquent en fonction des usages qui en sont faits. Au fil du temps, se développent, d'un côté, des céramiques culinaires, la batterie de cuisine du Néolithique, constituée de vases résistants aux chocs thermiques et donc appropriés à la cuisson des aliments, mais fragiles en cas de chocs mécaniques et, d'un autre côté, des céramiques non culinaires qui ont des propriétés inverses, les rendant donc appropriées pour le stockage mais impropres à la cuisine.
Très peu d'études ont été menées sur la cuisine néolithique au Proche-Orient, mais il semble que les céréales soient transformées en sortes de galettes ou pains et biscuits ou des sortes de focaccias et, au moins, à partir de l'invention de la poterie, en bouillies et gruaux, en plus de la présence possible de boissons fermentées (des sortes de bières). Les légumineuses sont un apport essentiel dans l'alimentation. Elles sont complétées par la viande des animaux domestiques ou sauvages et des fruits cueillis. Ce régime alimentaire se met sans doute en place avant l'agriculture, dès la fin de l'Épipaléolithique et au début du Néolithique précéramique. L'augmentation du matériel de mouture et des fours domestiques sur les sites de ces époques indique que le pain fait à partir de céréales (blé, orge, seigle) devient de plus en plus consommé. Selon D. Fuller et M. Rowlands les différences culinaires entre cultures de l'Asie se mettent en place dès ces périodes. L'Asie du sud-ouest élabore ses pratiques par la cuisson au four, car elle ignore longtemps la céramique permettant l'élaboration de bouillies, ce qui expliquerait pourquoi les cultures de l'ouest de l'Eurasie privilégient les céréales plus appropriées pour être moulues et faire du pain, ainsi que les viandes rôties. À l'opposé l'Asie orientale découvre la céramique très tôt (il y a 18 000 ans en Chine), permettant le développement précoce d'une tradition culinaire privilégiant les aliments bouillis et cuits à la vapeur, et sélectionnant des types de céréales plus appropriées pour cela.

### Les pratiques agricoles

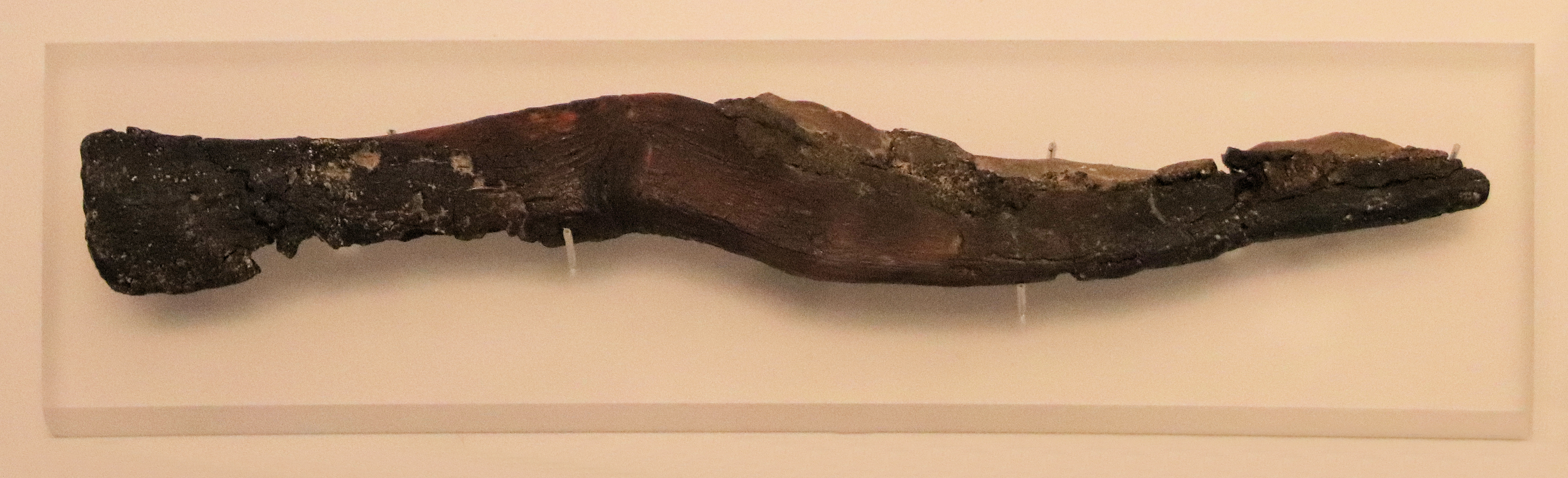
Faucille avec trois lames en silex fixées avec de la résine, provenant de (Israël), PPNB.

L'économie agro-pastorale du Néolithique proche-oriental serait de type horticole, de nature plutôt intensive qu'extensive. Elle semble reposer sur la mise en valeur d'espaces cultivés de petite taille, qui se présentent selon A. Bogaard comme des sortes de jardins à céréales et à légumineuses où la terre y est travaillée par la seule force humaine. Sont employés des outils de forme simple tels que la houe pour travailler la terre et la faucille à lames de silex pour la moisson des céréales. L'araire n'est pas connue à cette période, pour laquelle l'usage de la force animale par les humains est généralement considéré comme inexistant ou presque (voir plus bas). Il a néanmoins été proposé que la planche à dépiquer le grain (ou tribulum) ait existé au moins à la fin du Néolithique proche-oriental, et que cet instrument ait été tracté par des bovins.
On cultive surtout l'orge, le blé amidonnier, les lentilles et les pois. Les céréales sont plantées entre octobre et décembre et récoltées entre avril et juin. En outre, par rapport à l'économie de collecte, le passage à une économie agricole semble avoir augmenté la charge de travail : le travail des champs, la surveillance des troupeaux et la mouture des grains cultivés demandant de nombreuses heures de labeur réparties entre tous les membres de la communauté. Les analyses des ossements humains des phases néolithiques paraissent, en tout cas, indiquer que les gens de ces périodes font plus d'activités usantes physiquement qu'aux époques antérieures.
Selon la reconstitution proposée pour le Levant nord vers 7000 av. J.-C. par P. Akkermans, les communautés agricoles sont installées dans les zones où l'agriculture sèche est possible. Cependant, le Proche-Orient étant marqué par une grande variation des précipitations d'une année à l'autre, une forme d'irrigation afin de faire face aux années les plus sèches est envisageable. Bien qu'il soit possible que cette technique soit pratiquée dès le PPNB à partir de réservoirs et retenues formés par des barrages datés de cette période et repérés au Wadi Abu Tulayha en Jordanie, elle n'est attestée avec certitude qu'à la fin du Néolithique en Mésopotamie centrale (à Choga Mami, v. 5900 av. J.-C.) se répandant plutôt au VIe millénaire av. J.-C., à une échelle modeste. Cette technique ouvre, en tout cas, une nouvelle étape dans la modification de l'environnement par l'action de l'homme. Avant cela, même dans les espaces les plus arides, il est toujours possible de profiter de sites mieux pourvus en eau : les champs sont sans doute installés sur les terrasses et cônes alluviaux des vallées pour être à l'abri des inondations, ou près de cours d'eau non pérennes, ou des lacs. Il va de soi qu'au regard de la documentation disponible, les structures de propriété de l'époque échappent aux chercheurs, mais il y a peu de doutes qu'elles aient été un élément important des évolutions sociales et économiques. L'espace alors requis pour les communautés villageoises, qui dépassent sans doute rarement la centaine d'habitants, est, malgré l'usage de la jachère, réduit. Il est donc probable qu'il y ait beaucoup d'espace agricole à mettre en valeur, mais peu de bras pour le faire. De plus la mobilité est partie prenante des stratégies de ces agriculteurs : elle permet le cas échéant de faire face à l'épuisement des sols, à la diminution des ressources locales, à des problèmes d'accès à l'eau. 
Se présente également la possibilité de crises agraires et environnementales ou, du moins, de phases longues de déclin. La fin du PPNB récent (v. 7500-7000 av. J.-C.) semble caractérisée par des abandons de sites dans plusieurs régions. Cela a pu être interprété comme un phénomène systémique : une crise des villages du Néolithique précéramique ou la conséquence d'un climat plus frais. Mais les analyses des données du site jordanien d'Ain Ghazal pourraient aussi témoigner d'une surexploitation de l'environnement pouvant expliquer son abandon. Il a aussi été proposé qu'un des premiers villages à expérimenter l'agriculture, le site syrien de Tell Halula, connait, dans un premier temps, une croissance (v. 8200-7000 av. J.-C.) avant de connaître une phase de reflux (v. 7000-5400 av. J.-C.). Ce reflux pourrait être imputable à une trop grande importance accordée aux céréales et à une surexploitation du milieu. Mais les cas d'exploitation intensive ayant conduit à une dégradation du milieu sont probablement limités et les exemples de villages restant peuplés pendant plusieurs siècles, y compris les périodes supposées de crise, ne sont pas rares. 
Un aspect important à souligner est l'émergence durant le Néolithique d'un élevage reposant sur des déplacements saisonniers des troupeaux (transhumance), phénomène qui a pu être caractérisé comme un « pastoralisme nomade ». C'est certes un mode de vie mobile et centré sur le bétail au lieu des cultures, mais il est bien le produit de la néolithisation, la contrepartie et le complément de l'apparition des villages d'agriculteurs. Ainsi durant la période de Halaf à Tell Sabi Abyad et dans sa région, en Djézireh orientale, il y a divers indices d'une division des communautés entre d'un côté les agricultures sédentaires vivant dans des villages et de l'autre des éleveurs nomades occupant des sites temporaires et revenant parfois dans le village. Dans le Zagros se décèle un mode d'organisation entre des villages de fond de vallée et des campements satellites pouvant servir de haltes pour des éleveurs ou des chasseurs.

### Les prémices d'une agriculture à grande échelle
Le Néolithique final et le Chalcolithique (v. 5500-3000 av. J.-C.) voient l'économie agricole connaître de nouveaux changements qui caractérisent l'agriculture des premières sociétés urbaines.
Une autre question se pose à propos de l'élevage : l'utilisation des « produits secondaires » animaux. C'est-à-dire ceux qui n'impliquent pas l'abattage du bétail : lait des vaches et des chèvres, laine des moutons, poils de chèvres. A. Sherratt a proposé le début de leur exploitation qu'à partir du IVe millénaire av. J.-C. seulement (une « révolution des produits secondaires »). Mais il existe des indications de présence de produits laitiers dès le Néolithique céramique et certains considèrent même que la traite du bétail est importante dès les débuts des domestications. Quant à l'usage des fibres animales dans le textile, il est peu documenté avant les époques historiques ; il semble que les premiers moutons domestiques n'aient pas de toison laineuse suffisamment épaisse pour en attester une utilisation importante à cette époque. Il en va de même pour la traction animale : les bovins ont pu être utilisés à cette fin durant le Néolithique, mais sans doute à une échelle domestique et de façon limitée. Même si cela ne mérite pas forcément le qualificatif de « révolution », l'élevage des animaux pour autre chose que leur viande ne parait vraiment prendre son essor qu'avec l'émergence des institutions politiques et économiques plus importantes, au IVe millénaire av. J.-C. (ce qui correspond au Proche-Orient au Chalcolithique final). Cette période voit également l'arrivée, dans ces régions, de l'âne domestique, animal de bât de grande importance dans le Proche-Orient ancien.
Durant le Néolithique, les fruits sont cueillis sur des arbres sauvages. C'est peut-être dès la fin du VIe millénaire av. J.-C. et le début du Ve millénaire av. J.-C. (Chalcolithique ancien) que le processus de domestication des arbres fruitiers s'enclenche au Moyen-Orient. Cela débouche ainsi sur la naissance de l'arboriculture dont le but est la multiplication végétative (bouturage, marcottage, greffage). Le phénomène est surtout attesté par la présence croissante de produits de l'olivier, de la vigne, du palmier-dattier, du figuier et aussi quelques autres arbres fruitiers. Les cultures fruitières se répandent au Moyen-Orient, notamment à partir de la fin du IVe millénaire av. J.-C. et sont dès lors pleinement intégrées dans l'économie agricole de cette région. Il s'agit là aussi d'un changement majeur dans l'économie des sociétés de la fin du Néolithique et du Chalcolithique, puisqu'il suppose plus d'investissements que la culture des céréales et des légumineuses (les arbres et arbustes doivent être entretenus régulièrement et ne sont productifs que plusieurs années après leur plantation). 
Le développement des cultures arbustives accompagne une mutation plus profonde de la culture des plantes qui s'effectue dans le contexte du développement des institutions urbaines et étatiques. Celles-ci parviennent à dégager des surplus plus importants, à même de nourrir une population non-paysanne de plus en plus importante. Ce phénomène est visible en particulier en Mésopotamie du sud (période d'Uruk), où se produit au moins à la fin du IVe millénaire av. J.-C. l'essor d'une agriculture irriguée, composée majoritairement de cultures céréalières. L'introduction de l'araire, mobilisant donc la traction animale, permet de labourer et donc de mettre en culture des surfaces agricoles plus vastes qu'auparavant, de véritables champs, qui se présentent généralement sous la forme de parcelles allongées dont une des extrémités est alimentée en eau par un canal. L'utilisation de la force animale peut aussi servir pour le transport des produits agricoles et le battage des céréales.

## Des conséquences «révolutionnaires»
La domestication des animaux et des plantes fait partie d'un ensemble de changements majeurs désignés comme la « révolution néolithique », ou plus sobrement la « néolithisation ». Ceux-ci bouleversent les sociétés humaines et constituent incontestablement une mutation irréversible d'une importance majeure dans l'histoire de l'humanité. On peut considérer que le processus d'invention de l'agriculture n'est pas à proprement parler une partie de la « révolution néolithique » : il en est la cause et ce sont ses conséquences qui ont un aspect « révolutionnaire ». Cela entraîne la mise en place d'un « mode de vie » néolithique, englobant des aspects technologiques, économiques, sociaux et idéologiques. Selon N. Goring-Morris et A. Belfer-Cohen :

« Le concept de néolithisation impliqua beaucoup plus que la domestication des plantes et des animaux, car les processus de néolithisation impliquaient également la « domestication » du feu (développements pyrotechnologiques conduisant finalement à la production de poterie) et de l'eau (gestion sous la forme de puits et d'irrigation). De plus, et d’une importance capitale, la « domestication » sociale avec de nouveaux moyens de façonner l'identité et l'interaction de la communauté, dont l'essence même a changé ; ceux-ci vont de la constitution de liens par la parenté, des réseaux d'échange, de la spécialisation artisanale, des festins, etc., jusqu'à la rivalité, aux frontières politiques et à la violence conflictuelle intra- et intercommunautaire. En fin de compte, la « révolution néolithique », au Proche-Orient au moins, a été un processus de long terme, progressif et non dirigé, marqué par des événements de seuil, dont l'issue n'était nullement certaine. »

La domestication implique un contrôle des espèces domestiquées par l'homme : il sème et récolte, sélectionne, parque les animaux et décide lesquels vont être abattus. Une symbiose se crée également entre l'espèce domesticatrice et les espèces domestiquées et se caractérise comme une « coévolution » : « la plante a besoin de l'intervention humaine pour sa reproduction ; les sociétés humaines dépendent de la production agricole pour leur subsistance. » Les domestications sont à l'origine de la capacité des sociétés humaines à transporter hors de leur habitat naturel une grande variété et une grande quantité de plantes et d'animaux, ce qui enclenche sur le long terme un processus d'expansion et d'accroissement démographique amené à bouleverser le devenir des sociétés humaines et de leur environnement à l'échelle mondiale.
Une des conséquences majeures de la néolithisation est, sur le long terme, l'accroissement démographique. Cela se repère avant tout par l'essor du nombre de sites et de régions occupées par des communautés agricoles. Les causes semblent être la disponibilité accrue en céréales et en légumineuses grâce à l'agriculture, la réduction du délai entre les naissances en raison de la sédentarisation, une diminution de la dépense énergétique par rapport à l'ancien mode de vie. Néanmoins la mortalité augmente aussi, notamment celle des enfants. La domestication des animaux pourrait avoir entraîné la transmission de maladies animales à l'homme (zoonoses). De ce fait l'espérance de vie n'augmente pas forcément durant la période de passage du mode de vie paléolithique au mode de vie néolithique.
L'apparition et l'expansion de l'agriculture et de l'élevage entraînent aussi de profonds changements dans les rapports qu'entretiennent les humains avec leur environnement en augmentant leur capacité à le modifier. La mise en place de l'économie agro-pastorale entraîne un mouvement ininterrompu de modification de l'environnement, qui connaît dès les débuts une expansion vers de nouvelles régions ; la manipulation de plantes et animaux aboutissant à leur modification génétique (sélection artificielle) ; puis à leur dispersion en dehors de leur milieu naturel, modifiant encore plus d'écosystèmes. Ces changements impactent en retour les humains, qui doivent s'adapter aux évolutions qu'ils ont entraînées sur les objets de la domestication, devant notamment ajuster leurs pratiques culturales afin de nourrir les animaux ou mettre en place des pratiques de gestion de l'eau (qui conduisent à l'apparition de l'irrigation). L'augmentation démographique due à l'adoption de l'agriculture et de l'élevage incitent du reste à cette expansion. Le phénomène est donc marqué par des boucles de rétroaction, les conséquences ayant en retour des effets amplificateurs sur ce qui les a causées,,.
Les liens entre les débuts de l'agriculture et de l'élevage et le creusement des inégalités sociales sont débattus. Certes les possibilités d'accumulation de richesses (terres et animaux) semblent accrues par rapport aux sociétés de collecteurs et les différences d'accès à la terre (et notamment aux bonnes terres agricoles) sont un facteur d'accroissement de ces inégalités. Mais les sociétés agricoles ou pastorales ne sont pas forcément marquées par des inégalités prononcées, notamment si les terres sont cultivées de manière collective et que l'agriculture reste peu productive. D'autres facteurs entrent manifestement en jeu pour amplifier les écarts sociaux, notamment celui de la transmission des richesses entre les générations. 
L'homme ressort profondément bouleversé par le phénomène car il affecte tous les domaines de la vie sociale. Ainsi la domestication des animaux entraîne un ensemble de changements utilitaires, économiques, biologiques et aussi sociaux par la constitution de communautés d'hommes et d'animaux. Ces changements sont également symboliques avec à terme la distinction entre les animaux sauvages qui sont extérieurs à la société humaine (et la menacent) et les animaux domestiques qui en font pleinement partie. Cela institue une nouvelle forme de domination. En outre, en construisant une société avec les animaux domestiques, l'homme est amené à se changer lui-même, en s'adaptant lui aussi à ses partenaires, qui ne peuvent être réduits à de simples êtres dominés,.
Sur le plus long terme, les débuts de l'agriculture et la « révolution néolithique » préparent des changements politiques et sociaux qui se concrétisent dans la mise en place de sociétés présentant une plus grande diversité sociale et des hiérarchies plus marquées, dont « révolution urbaine » du IVe millénaire av. J.-C. et sont encore au fondement des sociétés modernes ; selon P. Edwards :

« L'accumulation d'excédents alimentaires a libéré les professionnels de l'élite, les artisans‚ et les travailleurs pour remplir les différentes fonctions sociales et économiques qui étaient requises dans les premières sociétés complexes. Aujourd'hui, toutes les sociétés urbaines, sédentaires et socialement stratifiées dépendent des excédents agricoles cultivés par les agriculteurs pour leur richesse ultime, et ces ressources dérivent toutes de l'ancien mode de vie villageois. »

Il a du reste pu être considéré que le passage de la vie de chasseur-cueilleur à celle d'agriculteur n'est globalement pas avantageux : l'alimentation est moins variée, les habitats plus densément peuplés, les contraintes posées par les sécheresses et les épidémies plus fortes, de nouvelles maladies apparaissent, les inégalités sociales se creusent et le travail agricole est plus fastidieux que la chasse et la cueillette. Cette idée sert à tout le moins à appuyer l'idée que les humains ont dû être poussés à adopter le mode de vie néolithique plutôt qu'attirés vers lui.

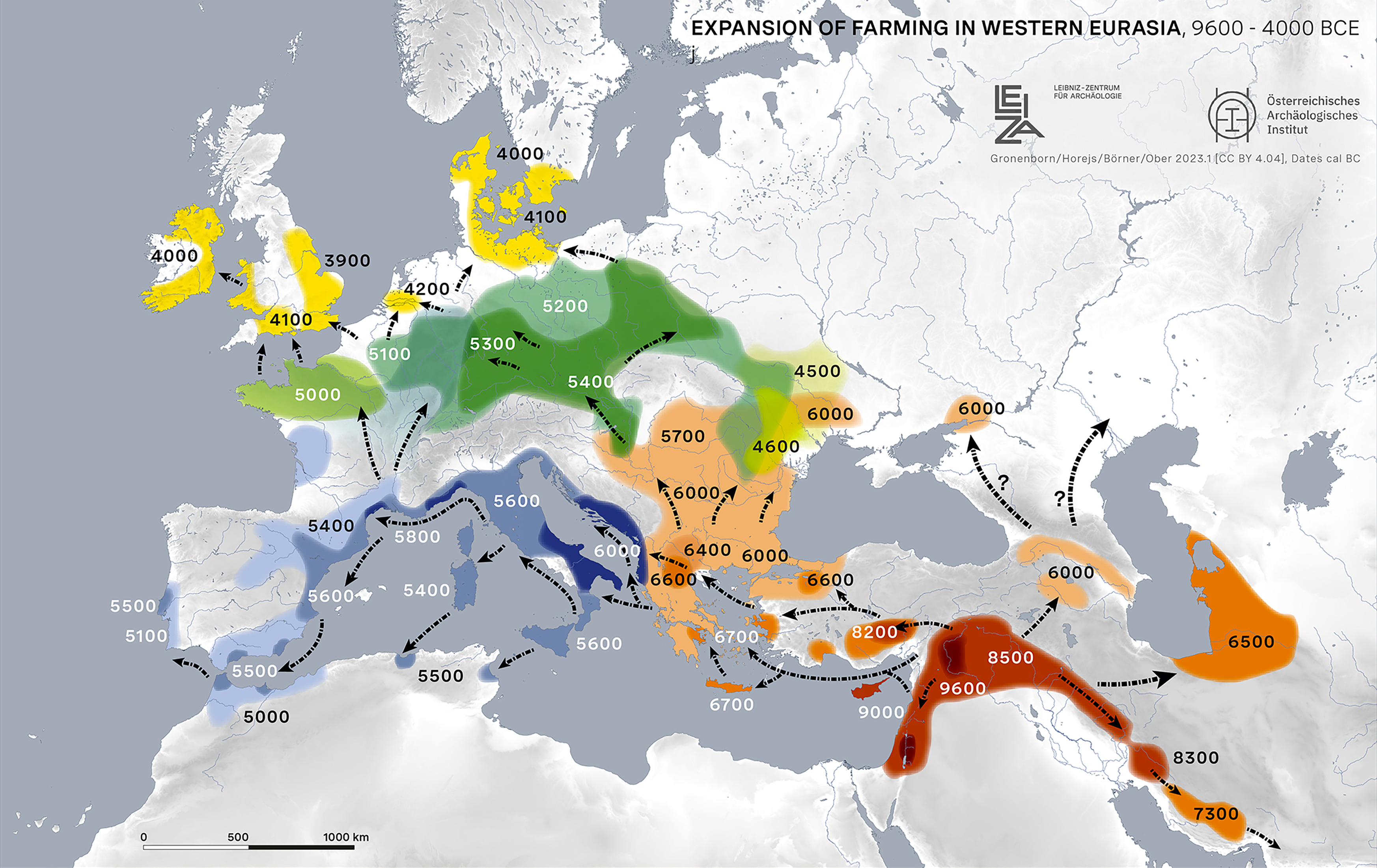
Expansion de l’agriculture en Eurasie occidentale et en Afrique du Nord.

La mise en place de l'agriculture et de l'élevage et, plus largement, du mode de vie néolithique, s'accompagnent rapidement d'une diffusion de ces innovations vers les régions voisines des foyers proche-orientaux. Les études génétiques tendent à indiquer que cette diffusion repose largement sur des migrations, plutôt que sur des adoptions par contact. Le cas a bien été mis en avant pour l'Europe, qui se néolithise à partir de 6500 av. J.-C. par la Grèce et les Balkans, adoptant les plantes et animaux domestiqués au Proche-Orient, par le biais de l'Anatolie (voire de Chypre),,. Les espèces domestiquées au Proche-Orient se diffusent également à l'est, vers le sous-continent indien, où le principe des domestications est rapidement mis à profit pour domestiquer des espèces locales (comme le zébu et le coton), vers l'Asie centrale et, par là, vers la Chine qui est déjà un foyer de domestication indépendant (millet et riz). Depuis le Levant, les espèces domestiquées se diffusent aussi en Basse-Égypte (Fayoum A) puis vers les régions africaines voisines.
La diffusion se prolonge plus loin encore ; selon G. Willcox :

« Au Proche-Orient, la mise en place d'une agriculture mixte basée sur le blé, l'orge, les légumineuses et l'élevage d'ovins, de caprins, de bovins et de porcs a été particulièrement productive et s'est rapidement étendue à l'Europe et à l'Asie centrale. Elle a alimenté les civilisations de la Mésopotamie, de l'Égypte, de la Grèce et de Rome. Les colons européens ont introduit ces espèces dans de nombreuses régions du monde. »

## Comparaisons mondiales
Le Proche-Orient est la région où la néolithisation est la mieux documentée et étudiée. Il est, en outre, généralement considéré que cette région est la première à avoir connu les débuts de l'agriculture, bien qu'il soit possible que des foyers antérieurs aient existé dans des régions tropicales où les restes archéobotaniques se conservent très mal. Les progrès des connaissances sur le processus de néolithisation dans les autres parties du monde ont apporté de nouvelles données au débat. 
Le passage du Paléolithique au Néolithique s'effectue dans d'autres régions du monde durant le début de l'Holocène (v. 10000-7000 av. J.-C.) et aussi le milieu de l'Holocène (v. 5000-2000 av. J.-C.) : au moins 11 de ses foyers de domestications « primaires » ont été identifiés, mais il pourrait y en avoir une vingtaine. La coïncidence de l'émergence de ces différentes domestications, sans qu'il y ait de lien direct entre celles-ci, sur une période d'en gros cinq millénaires, qui est brève au regard des 300 000 ans d'Homo sapiens, s'explique sans doute en partie par l'évolution des capacités psychiques des humains et incontestablement par le changement des conditions environnementales à l'échelle globale consécutives à la fin de la dernière période glaciaire. Si l'on compare les différents foyers, il semble, en effet, qu'au moins trois éléments principaux doivent être réunis pour que la néolithisation se produise : un environnement favorable et stable, un certain niveau technique et enfin la volonté de procéder à des actions qui modifient dans la durée le rapport des humains à l'environnement. Le résultat prend cependant des aspects très différents selon les endroits.
En effet, ce qui a été observé dans le reste du monde présente souvent des similitudes au moins d'ordre général avec ce qui se passe au Proche-Orient, mais présente aussi des différences plus ou moins marquées. Ce qui a montré que la voie suivie par cette partie du globe n'était pas la seule possible. Outre le fait que les débuts de l'agriculture s'y font dans des conditions environnementales différentes qui impliquent la domestication d'espèces différentes (et les animaux ne sont pas domestiqués dans tous les foyers), ces évolutions sont le produit de sociétés qui présentent des profils très contrastés. En outre, l'agriculture et l'élevage n'y sont pas forcément amenés à jouer un rôle de premier plan avant plusieurs millénaires après leur apparition. Il n'y a donc pas qu'une seule manière de passer du Paléolithique au Néolithique et le cas proche-oriental (avec celui de l'Europe néolithique agro-pastorale qui en est dérivé) ne doit pas être tenu pour un modèle emblématique. 
L'essor des études à propos des débuts de l'agriculture a en particulier été important pour la Chine, où le phénomène commence un peu plus tard (7000 av. J.-C.). Cette région présente de nombreuses similitudes avec le Proche-Orient : la domestication semble passer là aussi par des phases d'exploitation intensifiée et pré-domestiques. Au sud (bassin du Yangtsé) il s'agit du riz et, au nord, (bassin du fleuve Jaune) les premières domestications des céréales (millet commun et millet des oiseaux), des légumineuses (soja) et des animaux (chien et cochon) accompagnent le développement de cultures villageoises. D'un point de vue technique, la céramique y apparaît avant les débuts de l'agriculture bousculant l'idée installée par le Proche-Orient qu'elle ne se développe qu'après cette dernière,. D'autres régions du monde présentent des cas plus éloignés de celui du Proche-Orient, parce que l'agriculture et l'élevage, même s'ils s'y sont développés et diffusés, n'y ont pas forcément joué aussi rapidement un rôle central dans la subsistance. C'est le cas du monde océanien : la Nouvelle-Guinée développe une agriculture aux environs du Ve millénaire av. J.-C. connue par le site de Kuk. Elle est de type tropical bien différente du cas proche-oriental : domestication de l'igname, du taro, de la banane, défrichements de la forêt pour la mise en culture, apparition précoce de techniques d'irrigation. L'agriculture se répand dans les îles océaniennes, mais, vu leur petite taille, son développement est limité alors que la pêche, la chasse et la cueillette y jouent un rôle qui reste important. Les Amériques (où se trouvent plusieurs foyers) offrent d'autres situations : peu d'espèces animales domesticables et domestiquées, les domestications végétales sont variées mais seul un nombre limité semble jouer un grand rôle dans l'alimentation (maïs, haricots, pomme de terre, courge). En Mésoamérique, la vallée d'Oaxaca (Mexique) présente un exemple de développement de l'agriculture peut-être dès v. 8700-8000 av. J.-C., mais les sociétés villageoises ne se développent que plusieurs millénaires plus tard. Cependant, le monde andin offre un cas plus précoce d'apparition de cultures villageoises. Mais dans de nombreuses régions où l'horticulture est connue, celle-ci paraît avoir seulement servi d'appoint à la chasse et à la cueillette (en Amazonie notamment),. En Afrique de l'Ouest, le mil à chandelle apparaît comme la seule espèce cultivée jusqu'à l'âge du fer (milieu du Ier millénaire av. J.-C.), avant le développement d'une agroforesterie associant le mil à des espèces arborées et des légumineuses.

### Préhistoire, Néolithique
- (en) Colin Renfrew (dir.), The Cambridge World Prehistory, Cambridge, Cambridge University Press, 2014
- Jean-Paul Demoule (dir.), La révolution néolithique dans le monde, Paris, CNRS éditions, 2009
- (en) Susan Foster McCarter, Neolithic, New York, Routledge, 2007
- (en) Olivier Aurenche, Janusz K. Kozlowski et Stefan K. Kozlowski, « To be or not to be… Neolithic: “Failed attempts” at Neolithization in Central and Eastern Europe and in the Near East, and their final success (35,000-7000 BP) », Paléorient, vol. 39, no 2,‎ 2013, p. 5-45 (lire en ligne)
- (en) Amy Bogaard, « Communities », dans Graeme Barker et Candice Goucher (dir.), The Cambridge World History : Volume II: A World With Agriculture, Cambridge, Cambridge University Press, 2015, p. 124-160

### Néolithique du Proche-Orient
- Olivier Aurenche et Stefan K. Kozlowski, La naissance du Néolithique au Proche-Orient, Paris, CNRS Editions, coll. « Biblis », octobre 2015, 343 p. (ISBN 978-2-271-08601-3)
- Jacques Cauvin, Naissance des divinités, naissance de l'agriculture : La Révolution des symboles au Néolithique, Flammarion, coll. « Champs », novembre 1997, 310 p. (ISBN 978-2-08-081406-7)
- (en) Peter M. M. G. Akkermans et Glenn M. Schwartz, The Archaeology of Syria : From Complex Hunter-Gatherers to Early Urban Societies (c.16,000-300 BC), Cambridge, Cambridge University Press, 2003
- (en) Natalie D. Munro et Leore Grosman, « The Forager–Farmer Transition in the Southern Levant (ca. 20000–8500 cal. BP) », dans Assaf Yasur-Landau, Eric H. Cline et Yorke Rowan (dir.), The Social Archaeology of the Levant: From Prehistory to the Present, Cambridge, Cambridge University Press, 2018, p. 47-66

### Domestications
- Daniel Helmer, La domestication des animaux par les hommes préhistoriques, Paris, Masson, coll. « Préhistoire », 1992
- Jean-Denis Vigne, Les débuts de l'élevage, Paris, Le Pommier, 2004
- Jean-Denis Vigne, « Les débuts de l'élevage des ongulés dans l'Ancien Monde : interactions entre société et biodiversité », dans Jean-Paul Demoule (dir.), La Révolution néolithique dans le monde, Paris, CNRS éditions, 2009, p. 145-164
- (en) Melinda A. Zeder et Bruce D. Smith, « A Conversation on Agricultural Origins: Talking Past Each Other in a Crowded Room », Current Anthropology, vol. 50, no 5,‎ 2009, p. 681-691
- (en) Melinda A. Zeder, « The Origins of Agriculture in the Near East », Current Anthropology, vol. 52, no S4 « The Origins of Agriculture: New Data, New Ideas »,‎ octobre 2011, p. 221-235 (lire en ligne) ;
- (en) Ehud Weiss et Daniel Zohary, « The Neolithic Southwest Asian Founder Crops: Their Biology and Archaeobotany », Current Anthropology, vol. 52, no S4 « The Origins of Agriculture: New Data, New Ideas »,‎ octobre 2011, p. 237-254 (lire en ligne)
- Daniel T. Potts (dir.), A Companion to the Archaeology of the Ancient Near East, Malden et Oxford, Blackwell Publishers, coll. « Blackwell companions to the ancient world », 2012 :
  -  George Willcox, « The Beginnings of Cereal Cultivation and Domestication in Southwest Asia », p. 163-180.
  -  Margareta Tengberg, « Fruit Growing », p. 181-200.
  -  Benjamin S. Arbuckle, « Animals in the Ancient World », p. 201-219.
- (en) Eleni Asouti et Dorian Q. Fuller, « A Contextual Approach to the Emergence of Agriculture in Southwest Asia: Reconstructing Early Neolithic Plant-Food Production », Current Anthropology, vol. 54, no 3,‎ 2013, p. 299-345 (DOI 10.1086/670679) ;
- George Willcox, « Les premiers indices de la culture des céréales au Proche-Orient », dans C. Manen, T. Perrin et J. Guilaine (dir.), La transition néolithique en Méditerranée. Actes du colloque Transitions en Méditerranée, ou comment des chasseurs devinrent agriculteurs, Toulouse, 14-15 avril 2011, Arles, Errance, 2014, p. 47-58
- (en) George Willcox, « Near East (Including Anatolia): Origins and Development of Agriculture », dans Claudia Smith (dir.), Encyclopedia of Global Archaeology, New York, Springer, 2014 (DOI 10.1007/978-1-4419-0465-2_2272), p. 7695-7709
- (en) Greger Larson, Dolores R. Piperno, Robin G. Allaby et al., « Current perspectives and the future of domestication studies », Proceedings of the National Academy of Sciences, vol. 111,‎ 2014, p. 6139–6146 (DOI 10.1073/pnas.132396411, lire en ligne)
- Jean-Denis Vigne, « Domestication », dans Albert Piette et Jean-Michel Salanskis (dir.), Dictionnaire de l’humain, Nanterre, Presses universitaires de Paris Nanterre, 2018, p. 143-150
- Margareta Tengberg, « Des premières pratiques agricoles à la domestication des plantes », dans Jean-Paul Demoule, Dominique Garcia et Alain Schnapp (dir.), Une histoire des civilisations : Comment l’archéologie bouleverse nos connaissances, Paris, La Découverte, 2018, p. 185-187
- (en) Phillip C. Edwards, « The Beginnings of Agriculture », dans David Hollander et Timothy Howe (dir.), A Companion to Ancient Agriculture, Hoboken, Wiley-Blackwell, 2021, p. 121-148
- (en) Dorian Q. Fuller et Leilani Lucas, « Contrasting pathways to domestication and agriculture around Southwest Asia », Archaeological and Anthropological Sciences, vol. 17, no 74,‎ 2025 (DOI 10.1007/s12520-025-02190-x)